# 1941
| [ Edytuj tabelę ]                                                | |
| Prezydent Polski na uchodźstwie                                  | - 1939 Władysław Raczkiewicz 1947                                                                                                |
| Premier rządu RP na uchodźstwie                                  | - 1939 Władysław Sikorski 1943                                                                                                   |
| Generalny gubernator ziem polskich (okupacja niemiecka)          | - 1939 Hans Frank 1945 |
| Król Afganistanu                                                 | - 1933 Mohammad Zaher Szah 1973                                                                                                  |
| Premier Afganistanu                                              | - 1929 Mohammad Haszim Chan 1946                                                                                                 |
| Król Albanii                                                     | - 1939 Wiktor Emanuel III 1943                                                                                                   |
| Premier Albanii                                                  | - 1939 Shefqet Verlaçi 1941 - 1941 Mustafa Merlika 1943                                                                          |
| Współksiążęta Andory                                             | - 1940 Ricardo Fornesa i Puigdemasa (p.o.) 1943 - 1940 Philippe Pétain 1944                                                      |
| Król Arabii Saudyjskiej                                          | - 1932 Abd al-Aziz ibn Su’ud 1953                                                                                                |
| Prezydent Argentyny                                              | - 1938 Roberto Maria Ortiz 1942                                                                                                  |
| Premier Australii                                                | - 1939 Robert Menzies 1941 - 1941 Arthur Fadden 1941 - 1941 John Curtin 1945                                                     |
| Król Belgów                                                      | - 1934 Leopold III 1951 |
| Premier Belgii                                                   | - 1939 Hubert Pierlot 1945 |
| Król Bhutanu                                                     | - 1926 Jigme Wangchuck 1952 |
| Prezydent Boliwii                                                | - 1940 Enrique Peñaranda 1943 |
| Prezydent Brazylii                                               | - 1930 Getúlio Vargas 1945 |
| Sułtan Brunei                                                    | - 1924 Ahmad Tajuddin 1950 |
| Car Bułgarii                                                     | - 1918 Borys III 1943 |
| Premier Bułgarii                                                 | - 1940 Bogdan Fiłow 1943 |
| Prezydent Chile                                                  | - 1938 Pedro Aguirre 1941 - 1941 Jeronimo Mendez 1942                                                                            |
| Prezydent Chin                                                   | - 1931 Lin Sen 1943 |
| Prezydent Chorwacji                                              | - 1941 Ante Pavelić 1945 |
| Prezydent Czechosłowacji na emigracji                            | - 1940 Edvard Beneš 1945 |
| Król Danii                                                       | - 1912 Chrystian X 1947 |
| Premier Danii                                                    | - 1929 Thorvald Stauning 1942 |
| Dalajlama                                                        | - 1940 Tenzin Gjaco |
| Prezydent Dominikany                                             | - 1940 Manuel de Jesús Troncoso de la Concha 1942                                                                                |
| Władca Egiptu                                                    | - 1936 Faruk I 1952 |
| Premier Egiptu                                                   | - 1940 Husajn Sirri 1942 |
| Prezydent Ekwadoru                                               | - 1940 Carlos Alberto Arroyo del Rio 1944                                                                                        |
| Cesarz Etiopii                                                   | - 1941 Hajle Syllasje 1974 |
| Premier Etiopii                                                  | - 1936 Wolde Tzaddick 1942 |
| Prezydent Filipin                                                | - 1935 Manuel Quezon 1944 |
| Prezydent Finlandii                                              | - 1940 Risto Ryti 1944 |
| Premier Finlandii                                                | - 1940 Rudolf Walden (p.o.) 1941 - 1941 Johan Wilhelm Rangell 1943                                                               |
| Prezydent Francji                                                | - 1940 Philippe Pétain 1944 |
| Król Grecji                                                      | - 1935 Jerzy II 1947 |
| Premier Grecji                                                   | - 1936 Joanis Metaksas 1941 - 1941 Aleksandros Korizis 1941 - 1941 Emanuil Tsuderos 1944                                         |
| Prezydent Gwatemali                                              | - 1931 Jorge Ubico 1944 |
| Prezydent Haiti                                                  | - 1930 Sténio Vincent 1941 - 1941 Élie Lescot 1946                                                                               |
| Premier Hiszpanii                                                | - 1939 Francisco Franco 1973 |
| Król Holandii                                                    | - 1890 Wilhelmina 1948 |
| Premier Holandii                                                 | - 1940 Pieter Sjoerds Gerbrandy 1945                                                                                             |
| Prezydent Hondurasu                                              | - 1933 Tiburcio Carías Andino 1949                                                                                               |
| Szach Iranu                                                      | - 1925 Reza Szah Pahlawi 1941 - 1941 Mohammad Reza Pahlawi 1979                                                                  |
| Premier Iranu                                                    | - 1940 Ali Mansur 1941 - 1941 Mohammad Ali Forughi 1942                                                                          |
| Władca Indii                                                     | - 1936 Jerzy VI 1950 |
| Król Irlandii                                                    | - 1936 Jerzy VI Windsor 1949 |
| Prezydent Irlandii                                               | - 1938 Douglas Hyde (polityk) 1945                                                                                               |
| Premier Irlandii                                                 | - 1932 Éamon de Valera 1948 |
| Cesarz Japonii                                                   | - 1926 Hirohito 1989 |
| Premier Japonii                                                  | - 1940 Fumimaro Konoe 1941 - 1941 Hideki Tōjō 1944                                                                               |
| Król Jugosławii                                                  | - 1934 Piotr II 1945 |
| Premier Jugosławii                                               | - 1939 Dragiša Cvetković 1941 - 1941 Dušan Simović 1942                                                                          |
| Premier Kanady                                                   | - 1935 William Lyon Mackenzie King 1948                                                                                          |
| Emir Kataru                                                      | - 1913 Abd Allah ibn Kasim Al Sani 1949                                                                                          |
| Prezydent Kolumbii                                               | - 1938 Eduardo Santos 1942 |
| Patriarcha Konstantynopola                                       | - 1936 Beniamin 1946 |
| Gubernator Korei (okupacja japońska)                             | - 1936 Jirō Minami 1942 |
| Prezydent Kostaryki                                              | - 1940 Rafael Ángel Calderón Guardia 1944                                                                                        |
| Prezydent Kuby                                                   | - 1940 Fulgencio Batista 1944 |
| Premier Kuby                                                     | - 1940 Carlos Saladrigas 1942 |
| Prezydent Liberii                                                | - 1930 Edwin Barclay 1944 |
| Książę Liechtensteinu                                            | - 1938 Franciszek Józef II 1989                                                                                                  |
| Premier Liechtensteinu                                           | - 1928 Josef Hoop 1945 |
| Premier Litwyna emigracji                                        | - 1940 Stasys Lozoraitis 1983 |
| Wielki książę Luksemburga                                        | - 1919 Szarlotta 1964 |
| Premier Luksemburga                                              | - 1937 Pierre Dupong 1953 |
| Cesarz Mandżukuo                                                 | - 1934 Pu Yi 1945 |
| Sułtan Maroka                                                    | - 1927 Muhammad V 1953 |
| Prezydent Meksyku                                                | - 1940 Manuel Ávila Camacho 1946                                                                                                 |
| Książę Monako                                                    | - 1922 Ludwik II 1949 |
| Minister stanu Monako                                            | - 1937 Émile Roblot 1944 |
| Przewodniczący Prezydium Małego Churału Państwowego Mongolii     | - 1940 Gonczigijn Bumcend 1951                                                                                                   |
| Premier Mongolii                                                 | - 1939 Chorlogijn Czojbalsan 1952                                                                                                |
| Król Nepalu                                                      | - 1911 Tribhuvan 1950 |
| Premier Nepalu                                                   | - 1932 Juddha Shumsher Jang Bahadur Rana 1945                                                                                    |
| Prezydent Niemiec                                                | - 1934 Adolf Hitler (führer) 1945                                                                                                |
| Kanclerz Niemiec                                                 | - 1933 Adolf Hitler 1945 |
| Prezydent Nikaragui                                              | - 1937 Anastasio Somoza García 1947                                                                                              |
| Król Norwegii                                                    | - 1905 Haakon VII 1957 |
| Premier Norwegii                                                 | - 1935 Johan Nygaardsvold 1945                                                                                                   |
| Premier Nowej Zelandii                                           | - 1940 Peter Fraser 1949 |
| Sułtan Omanu                                                     | - 1932 Sa’id ibn Tajmur 1970 |
| Prezydent Panamy                                                 | - 1940 Arnulfo Arias Madrid 1941 - 1941 Ricardo Adolfo de la Guardia Arango 1945                                                 |
| Papież                                                           | - 1939 Pius XII 1958 |
| Prezydent Paragwaju                                              | - 1940 gen. Higinio Morínigo 1948                                                                                                |
| Prezydent Peru                                                   | - 1939 Manuel Prado Ugarteche 1945                                                                                               |
| Premier Południowej Afryki                                       | - 1939 Jan Smuts 1948 |
| Prezydent Portugalii                                             | - 1926 António Óscar de Fragoso Carmona 1951                                                                                     |
| Premier Portugalii                                               | - 1932 António de Oliveira Salazar 1968                                                                                          |
| Król Rumunii                                                     | - 1940 Michał 1947 |
| Premier Rumunii                                                  | - 1940 Ion Antonescu 1944 |
| Prezydent Salwadoru                                              | - 1931 Maximiliano Hernández Martínez 1944                                                                                       |
| Kapitanowie regenci San Marino                                   | - 1940 Federico Gozi Salvatore Foschi 1941 - 1941 Gino Gozi Second Menicucci 1941 - 1941 Giuliano Gozi Giovanni Lonfernini] 1942 |
| Sekretarz Stanu do spraw Politycznych i Zagranicznych San Marino | - 1918 Giuliano Gozi 1943 |
| Prezydent Słowacji                                               | - 1939 Jozef Tiso 1945 |
| Premier Słowacji                                                 | - 1939 Vojtech Tuka 1944 |
| Prezydent Syrii                                                  | - 1939 Bahidż al-Chatib 1941 - 1941 Chalid al-Azm (p.o.) 1941 - 1941 Tadż ad-Din al-Hasani 1943                                  |
| Premier Syrii                                                    | - 1941 Chalid al-Azm 1941 - 1941 Hasan al-Hakim 1942                                                                             |
| Prezydent Szwajcarii                                             | - 1941 Ernst Wetter 1941 |
| Król Szwecji                                                     | - 1907 Gustaw V 1950 |
| Premier Szwecji                                                  | - 1936 Per Albin Hansson 1946 |
| Król Tajlandii                                                   | - 1935 Ananda Mahidol 1946 |
| Premier Tajlandii                                                | - 1938 Plaek Pibulsongkram 1944                                                                                                  |
| Król Tonga                                                       | - 1918 Salote Tupou III 1965 |
| Premier Tonga                                                    | - 1923 Viliami Tungī Mailefihi 1941 - 1941 Solomone Ula Ata 1949                                                                 |
| Prezydent Turcji                                                 | - 1938 İsmet İnönü 1950 |
| Premier Turcji                                                   | - 1939 Refik Saydam 1942 |
| Prezydent Urugwaju                                               | - 1938 Alfredo Baldomir 1943 |
| Prezydent USA                                                    | - 1933 Franklin Delano Roosevelt 1945                                                                                            |
| Prezydent Wenezueli                                              | - 1935 Eleazar López Contreras 1941 - 1941 Isaías Medina Angarita 1945                                                           |
| Regent Królestwa Węgier                                          | - 1920 Miklós Horthy 1944 |
| Premier Węgier                                                   | - 1939 Pál Teleki 1941 - 1941 László Bárdossy 1942                                                                               |
| Monarcha Wielkiej Brytanii                                       | - 1936 Jerzy VI 1952 |
| Premier Wielkiej Brytanii                                        | - 1940 Winston Churchill 1945 |
| Cesarz Wietnamu                                                  | - 1926 Bảo Đại 1945 |
| Król Włoch                                                       | - 1900 Wiktor Emanuel III 1946                                                                                                   |
| Premier Włoch                                                    | - 1922 Benito Mussolini 1943 |
| Przywódca ZSRR                                                   | - 1924 Józef Stalin 1953 |
| Premier ZSRR                                                     | - 1930 Wiaczesław Mołotow 1941 - 1941 Józef Stalin 1953                                                                          |

Rok 1941 / MCMXLI
stulecia: XIX wiek ~
XX wiek ~
XXI wiek

dziesięciolecia:
1910–1919 •
1920–1929 •
1930–1939 •
1940–1949
• 1950–1959
• 1960–1969
• 1970–1979

lata: 1931 «
1936 «
1937 «
1938 «
1939 «
1940 «
1941
» 1942
» 1943
» 1944
» 1945
» 1946
» 1951

## II wojna światowa
- Wojna w Afryce Północnej
- Wojna w Azji i na Pacyfiku
- Wojna w Europie
- Wojna w Polsce

## Pozostałe wydarzenia w Polsce
- 15 stycznia – w Stalagu VIII A w dzisiejszym Zgorzelcu odbyła się prapremiera kompozycji Quatuor pour la fin du temp Oliviera Messiaena.
- 15 lutego – dokonano pierwszego zrzutu cichociemnych; wskutek błędu nawigatora oraz braku paliwa spadochroniarze zostali zrzuceni nie jak planowano pod Włoszczową, ale w Dębowcu na Śląsku Cieszyńskim.
- 17 lutego – Maksymilian Maria Kolbe został aresztowany przez Gestapo.
- 26 lutego – zostało zlikwidowane getto w Górze Kalwarii.
- 28 lutego – premiera filmu Żona i nie żona w reżyserii Emila Chaberskiego.
- 3 marca – hitlerowcy utworzyli w Krakowie getto żydowskie.
- 4 marca – na terenach polskich anektowanych przez III Rzeszę wprowadzono volkslistę.
- 7 marca – oskarżony o kolaborację z Niemcami aktor Igo Sym został zastrzelony w swym mieszkaniu w Warszawie z wyroku Wojskowego Sądu Specjalnego ZWZ.
- 11 marca – w odwecie za zlikwidowanie przez żołnierzy ZWZ kolaboranta Igo Syma hitlerowcy rozstrzelali w Palmirach 21 więźniów Pawiaka.
- 24 marca – hitlerowcy utworzyli getto lubelskie.
- 5 kwietnia – hitlerowcy utworzyli w Kielcach getto żydowskie.
- Kwiecień – komisarzem miasta Krakowa z nadania okupacyjnych władz niemieckich został Rudolf Pavlu.
- 1 kwietnia – w Palmirach hitlerowcy rozstrzelali 20 osób przywiezionych z Łowicza.
- 3 kwietnia – hitlerowcy utworzyli getto radomskie.
- 5 kwietnia – w Kielcach okupanci niemieccy utworzyli getto dla Żydów.
- 8 kwietnia – Władysław Bartoszewski został zwolniony z KL Auschwitz.
- 9 kwietnia – zostało utworzone getto w Częstochowie.
- 27 kwietnia – w miejsce Uniwersytetu Poznańskiego utworzono Reichsuniversität Posen.
- 1 maja – na Stadionie Miejskim przy ul. Dolna Wilda w Poznaniu hitlerowcy utworzyli obóz pracy dla Żydów.
- 19 maja – pancernik „Bismarck” wypłynął z Gdyni w swój pierwszy rejs bojowy, po czym, po dołączeniu krążownika ciężkiego „Prinz Eugen” i eskorty, zespół wziął kurs na Wielki Bełt. 27 maja „Bismarck” został zatopiony przez aliantów na północno-wschodnim Atlantyku.
- 20 maja – władze niemieckie zezwoliły na otwarcie trzech warszawskich synagog.
- 28 maja – do obozu Auschwitz trafił Maksymilian Maria Kolbe.
- 12 czerwca – w Palmirach Niemcy rozstrzelali 30 więźniów Pawiaka, wśród zamordowanych Polaków byli m.in. poeta, krytyk literacki i wydawca Witold Hulewicz; działacz ruchu narodowego i dziennikarz Stanisław Piasecki oraz publicysta i działacz ruchu syndykalistycznego Jerzy Szurig.
- 22 czerwca – operacja „Barbarossa”, atak Niemiec na ZSRR.
- 23 czerwca:
  - miał miejsce pierwszy sowiecki nalot bombowy na Warszawę.
  - w więzieniu w Łucku NKWD zamordowało blisko 2 tys. Ukraińców i Polaków.
- 23/24 czerwca – w nocy NKWD przystąpiło do mordowania więźniów przetrzymywanych w więzieniach w Dubnie i Oszmianie oraz w areszcie w Sądowej Wiszni.
- 24 czerwca:
  - Adolf Hitler przybył do swej kwatery głównej Wolfsschanze w lesie gierłoskim pod Kętrzynem.
  - Wehrmacht zajął Przemyśl i Wilno.
  - NKWD rozpoczęło ewakuację więzienia w Berezweczu. Jej konsekwencją był „marsz śmierci” do Taklinowa, w którego trakcie zginęło około 1-2 tys. więźniów.
  - NKWD rozpoczęło ewakuację więzienia w Wilejce. Jej konsekwencją był „marsz śmierci” do Borysowa, w którego trakcie zginęło od 500 do 800 więźniów.
- 25 czerwca:
  - we Lwowie sowieckie NKWD rozpoczęło systematyczną eksterminację więźniów osadzonych w tamtejszych więzieniach. W ciągu czterech dni zamordowano od 3,5 do 7 tys. osób.
  - NKWD rozpoczęło likwidację więźniów osadzonych w więzieniu w Stryju. W ciągu kilku dni zamordowano od 100 do kilkuset osób.
- 26 czerwca:
  - NKWD przystąpiło do likwidacji więźniów przetrzymywanych w więzieniu w Brzeżanach.
  - NKWD rozpoczęło ostateczną likwidację więźniów przetrzymywanych w Dobromilu.
  - w lesie tarasowskim nieopodal Mińska funkcjonariusze NKWD rozstrzelali około 100 więźniów wyprowadzonych z Wołożyna.
  - żołnierze Wehrmachtu spacyfikowali wieś Słochy Annopolskie, mordując co najmniej 58 osób.
- 27 czerwca – niemiecki 309. batalion policji dokonuje pogromu Żydów w Białymstoku; zamordowano co najmniej 2 tys. osób, z czego około 700–800 spalono żywcem w Wielkiej Synagodze.
- 30 czerwca – Niemcy wkroczyli do Lwowa; o godz. 4:30 rano, siedem godzin przed zajęciem miasta przez 1 dywizję strzelców górskich Wehrmachtu, wkroczył do miasta złożony z Ukraińców batalion Nachtigall; o godzinie 20:00 ukraińscy nacjonaliści ogłosili Akt odnowienia Państwa Ukraińskiego oraz powstanie tzw. rządu Jarosława Stećki; rozpoczął się pogrom Żydów lwowskich.
- 2 lipca – koniec pierwszego pogromu Żydów lwowskich.
- 4 lipca – hitlerowcy rozstrzelali we Lwowie grupę 25 polskich profesorów, wśród nich Tadeusza Boya-Żeleńskiego.
- 10 lipca – w miasteczku Jedwabne doszło do pogromu miejscowych Żydów.
- 12 lipca – w Białymstoku funkcjonariusze niemieckich 316. i 322. batalionów policji zatrzymali i rozstrzelali około 4–4,5 tys. Żydów.
- 20 lipca – NKWD zamordowało w Humaniu ok. 700–800 więźniów doprowadzonych z Czortkowa.
- 25 lipca – drugi pogrom Żydów lwowskich.
- 26 lipca – we Lwowie zamordowany został Kazimierz Bartel, wielokrotny premier rządu RP.
- 30 lipca – podpisanie układu Sikorski-Majski.
- sierpień – masowe mordy na ludności żydowskiej – zbrodnia w Szumowie
- 1 sierpnia – na mocy dekretu Hitlera tereny dawnych województw: lwowskiego, tarnopolskiego, stanisławowskiego i wołyńskiego, pod nazwą dystryktu galicyjskiego, weszły w skład Generalnego Gubernatorstwa.
- 14 sierpnia:
  - rząd polski zawarł umowę z ZSRR dotyczącą tworzenia polskiej armii na wschodzie – zob. Armia Andersa.
  - w bloku śmierci w obozie Auschwitz zmarł franciszkanin Maksymilian Maria Kolbe.
- 14/15 sierpnia – mord w Czarnym Lesie: w nocy z 14 na 15 sierpnia w Czarnym Lesie koło Stanisławowa Niemcy rozstrzelali około ćwierć tysiąca przedstawicieli polskiej inteligencji.
- 22 sierpnia – w Krakowie założono konspiracyjny Teatr Rapsodyczny.
- 3 września – w obozie Auschwitz dokonano pierwszej masowej egzekucji z użyciem Cyklonu B. SS-Hauptsturmführer Karl Fritzsch, zastępca komendanta obozu KL Auschwitz po raz pierwszy użył pestycydu cyklonu B do masowej eksterminacji więźniów (gaz został użyty przeciwko 600 sowieckim jeńcom wojennym oraz przeciwko 250 niezdolnym do pracy Polakom).
- 25 września – hitlerowcy rozstrzelali 575 Żydów w Jaszunach koło Wilna.
- 6 października – hitlerowcy rozstrzelali w Klecku (ob. Białoruś) około 4 tysięcy Żydów.
- 7 października – na poligonie wojskowym pod Nowymi Święcianami członkowie litewskiej formacji kolaboracyjnej Ypatingasis būrys zamordowali ponad 3,7 tys. Żydów ze Święcian i okolic.
- 15 października – w Generalnym Gubernatorstwie wprowadzono karę śmierci dla Żydów opuszczających teren getta i Polaków udzielających Żydom schronienia.
- 26 października – do kraju powrócił Edward Rydz-Śmigły z zamiarem rozbudowania organizacji Obóz Polski Walczącej i podjęcia walki z okupantem niemieckim.
- 29 października – marszałek Edward Śmigły-Rydz przybył w ukryciu do Warszawy, gdzie zamieszkał pod przybranym nazwiskiem Adam Zawisza przy ul. Sandomierskiej 18, w domu generałowej Jadwigi Maksymowicz-Raczyńskiej.
- 1 listopada – Kraków: odbyło się pierwsze przedstawienie konspiracyjnego Teatru Rapsodycznego.
- 23 listopada – w odwecie za wysłanie anonimu z groźbami do władz niemieckich, przed kościołem na poznańskich Krzesinach ciężko pobito spędzonych tam Polaków z Krzesin, Krzesinek i Szczepankowa.
- 4 grudnia – władze hitlerowskie wydały rozporządzenie o utworzeniu sądów doraźnych dla Polaków i Żydów, na terenach zaanektowanych do III Rzeszy.
- 8 grudnia – hitlerowcy utworzyli obóz zagłady Kulmhof w Chełmnie nad Nerem.
- 11 grudnia – Polska wypowiedziała wojnę Japonii.
- 16 grudnia – hitlerowcy utworzyli getto w Brześciu nad Bugiem.
- 17 grudnia – hitlerowcy utworzyli getto w Rzeszowie.
- 18 grudnia – Gestapo aresztowało 456 żołnierzy Inspektoratu Katowickiego ZWZ. Trzech zabito podczas akcji, a większość pozostałych zginęła później w obozach i egzekucjach.
- 27/28 grudnia – w nocy została zrzucona do Polski tzw. Grupa Inicjatywna komunistów (Paweł Finder, Marceli Nowotko i in.).

## Pozostałe wydarzenia na świecie
- 6 stycznia – prezydent Franklin Delano Roosevelt w przemówieniu do Kongresu zdefiniował „4 wolności” mające stanowić podstawę ładu światowego, do którego będą dążyć Stany Zjednoczone: wolność słowa, wolność wyznania, wolność od biedy i wolność od strachu.
- 9 stycznia:
  - Adolf Hitler podjął decyzję o wsparciu włoskich działań wojennych w Afryce.
  - dokonano oblotu ciężkiego bombowca brytyjskiego Avro Lancaster.
- 10 stycznia – w Berlinie i Moskwie podpisano układy sowiecko-niemieckie o granicach we wschodniej Europie i wymianie handlowej. W zamian za artykuły przemysłowe Niemcy miały otrzymywać żywność i surowce. Niemcy będą czerpać korzyści z tej umowy do momentu swojego ataku na Związek Radziecki.
- 15 stycznia:
  - w Stalagu VIII A odbyła się prapremiera Quatuor pour la fin du temp Olivier Messiaena.
  - została odkryta Kometa de Kocka-Paraskevopulosa.
- 16 stycznia – została założona Litewska Akademia Nauk.
- 17 stycznia – stoczono bitwę pod Ko Chang.
- 19 stycznia – w Moskwie doszło do podpisania przez przewodniczącego Rady Komisarzy Ludowych ZSRR Wiaczesława Mołotowa i ambasadora Niemiec Friedricha Wernera von Schulenburga protokołu o rezygnacji Niemców z roszczeń do części terytorium Litwy, wskazanego w Tajnym Uzupełniającym Protokole z 28 września 1939.
- 21 stycznia – w Rumunii Żelazna Gwardia dokonała nieudanego zamachu stanu.
- 23 stycznia – rumuńska organizacja faszystowska Żelazna Gwardia została zdelegalizowana po nieudanym puczu wymierzonym w rząd Iona Antonescu.
- 24 stycznia – znacjonalizowano Koleje Hiszpańskie.
- 8 lutego – w West Palm Beach w stanie Floryda otwarto Norton Museum of Art.
- 12 lutego – II wojna światowa w Afryce: generał Erwin Rommel wylądował w Afryce Północnej.
- 16 lutego – w londyńskim piśmie Wiadomości Polskie, Polityczne i Literackie ukazał się pierwszy fragment poematu Kwiaty polskie Juliana Tuwima.
- 22 lutego – w Toronto ukazał się pierwszy numer polonijnego czasopisma Kronika Tygodniowa.
- 23 lutego – zespół kierowany przez amerykańskiego chemika Glenna T. Seaborga po raz pierwszy wytworzył pluton.
- 25 lutego – wszedł do służby niemiecki pancernik „Tirpitz”.
- 27 lutego – odbyła się 13. ceremonia wręczenia Oscarów.
- 28 lutego – w stolicy Kolumbii Bogocie założono klub piłkarski Independiente Santa Fe.
- 1 marca – podpisanie paktu trzech przez Bułgarię.
- 4 marca – brytyjscy komandosi dokonali rajdu na norweski archipelag Lofoty.
- 7 marca:
  - na Atlantyku zaginął bez śladu niemiecki okręt podwodny U-47, który w czasie swej służby w Kriegsmarine zatopił 30 statków handlowych o łącznym tonażu 162 769 BRT i jeden pancernik o wyporności 29 150 ton.
  - u wybrzeży Islandii został zatopiony przez brytyjskie korwety okręt podwodny U-70; zginęło 20 członków załogi, uratowano 25.
- 11 marca – uchwalono Lend-Lease Act w sprawie pomocy dla krajów istotnych z punktu widzenia obrony USA.
- 17 marca – bitwa o Atlantyk: Brytyjczycy zatopili niemieckie okręty podwodne U-99 i U-100; zginęło 3 i 38 członków ich załóg.
- 24 marca – II wojna światowa w Afryce: rozpoczęła się niemiecko-włoska ofensywa w Cyrenajce.
- 25 marca:
  - Jugosławia przystąpiła do Paktu trzech.
  - niemiecki krążownik pomocniczy HSK „Thor” zatopił u zachodniego wybrzeża Afryki płynący do Bombaju statek pasażerski SS „Britannia”, w wyniku czego zginęło 122 członków załogi i 127 pasażerów.
- 27 marca:
  - w Jugosławii w wyniku zamachu stanu generała Dušana Simovicia obalono regenta Pawła Karadziordziewicia. Król Piotr II Karadziordziewić przejął rzeczywistą władzę.
  - Jugosławia wystąpiła z paktu trzech.
  - kampania śródziemnomorska: rozpoczęła się bitwa u przylądka Matapan.
- 28 marca – 10 osób zginęło w katastrofie samolotu pasażerskiego Lockheed 18 w Elands Bay w Związku Południowej Afryki.
- 29 marca – zakończyła się bitwa u przylądka Matapan u wybrzeży Grecji; okręty marynarek brytyjskiej i australijskiej odniosły miażdżące zwycięstwo nad włoską Regia Marina.
- 31 marca – II wojna światowa w Afryce: ruszyło natarcie wojsk niemiecko-włoskich w północnej Afryce.
- 1 kwietnia – w Iraku doszło do wojskowego zamachu stanu.
- 3 kwietnia – premier Węgier Pál Teleki popełnił samobójstwo nie chcąc się ugiąć przed żądaniami Niemiec dotyczącymi ataku na Jugosławię. Nowym premierem został László Bárdossy.
- 4 kwietnia:
  - II wojna światowa w Afryce: niemiecki Afrika Korps zdobył libijski port Bengazi.
  - bitwa o Atlantyk: prezydent USA Franklin Delano Roosevelt udostępnił amerykańskie doki brytyjskim okrętom wojennym.
- 5 kwietnia – Jugosławia podpisała z ZSRR układ o przyjaźni i nieagresji.
- 6 kwietnia:
  - III Rzesza zaatakowała Grecję i Jugosławię.
  - II wojna światowa w Afryce: wojska brytyjskie zdobyły Addis Abebę.
- 9 kwietnia – duński ambasador w USA (który odmówił uznania niemieckiej okupacji Danii) podpisał traktat z USA, dający ich siłom zbrojnym prawo do zakładania swoich baz wojskowych na obszarze Grenlandii (traktat Kauffmana).
- 10 kwietnia – ustasze utworzyli faszystowskie Niepodległe Państwo Chorwackie z Ante Paveliciem na czele.
- 11 kwietnia – wojska włoskie i węgierskie najechały na Jugosławię.
- 12 kwietnia – Niemcy wkroczyli do Belgradu.
- 13 kwietnia:
  - Japonia i ZSRR podpisały układ o nieagresji.
  - Węgry przystąpiły do wojny przeciwko Jugosławii.
  - bitwa o Atlantyk: brytyjski krążownik pomocniczy SS „Rajputana” został zatopiony u wybrzeży Islandii przez niemiecki okręt podwodny U-108, w wyniku czego zginęło 41 członków załogi, a 277 lub 283 zostało uratowanych przez niszczyciele HMS „Legion”(inne języki) i ORP „Piorun”.
  - w Rosji przy ujściu rzek Mołoga i Szeksna do Wołgi otwarto Zbiornik Rybiński.
- 15 kwietnia:
  - marionetkowe Niepodległe Państwo Chorwackie przystąpiło do paktu trzech.
  - Luftwaffe dokonała nalotu bombowego na Belfast w którym zginęło ponad 900 osób.
- 16 kwietnia:
  - bitwa o Anglię: w wyniku niemieckiego bombardowania Londynu zginęło ponad tysiąc osób.
  - kampania śródziemnomorska: u wybrzeży Tunezji Brytyjczycy zniszczyli niemiecko-włoski konwój „Tarigo”.
- 17 kwietnia – kampania bałkańska: kapitulacja Jugosławii.
- 18 kwietnia – wybuchła wojna brytyjsko-iracka.
- 19 kwietnia:
  - założono Muzeum Ameryki w Madrycie.
  - premiera sztuki Bertolta Brechta Matka Courage i jej dzieci.
- 23 kwietnia – wojna grecko-włoska: w Salonikach podpisano akt kapitulacji Grecji wobec wojsk włoskich i niemieckich.
- 24 kwietnia – kampania śródziemnomorska: rozpoczęła się operacja „Demon”; ewakuacja na Kretę i do Egiptu około 50 tys. żołnierzy alianckich (głównie Brytyjskiego Korpusu Ekspedycyjnego) z plaż i portów zajętej przez Niemców Grecji.
- 25 kwietnia – kampania bałkańska: zwycięstwo wojsk niemieckich nad australijsko-nowozelandzkimi w bitwie pod Termopilami.
- 27 kwietnia – kampania bałkańska: wojska niemieckie wkroczyły do Aten.
- 28 kwietnia:
  - bitwa o Atlantyk: niemiecki okręt podwodny U-65 został zatopiony na północnym Atlantyku przez brytyjski niszczyciel HMS „Douglas”; zginęła cała 50-osobowa załoga.
  - Isaías Medina Angarita został wybrany przez Kongres Narodowy na urząd prezydenta Wenezueli.
- 29 kwietnia – chorwaccy ustasze dokonali masakry 192 (lub 196) serbskich mieszkańców wsi Gudovac.
- 30 kwietnia:
  - w okupowanej Grecji powstał kolaboracyjny rząd Jeorjosa Tsolakoglu.
  - bitwa o Atlantyk: niemiecki okręt podwodny U-552 zatopił na północnym Atlantyku brytyjski statek pasażersko-towarowy „Nerissa”; zginęło 207 osób.
- Maj – katastrofa górnicza w kopalni węgla kamiennego „Ruben” w Neurode (obecnie Nowa Ruda); podczas przebijania przekopem pokładu „Franciszek” doszło do największej katastrofy w noworudzkich kopalniach. Zginęło 187 górników.
- 1 maja – premiera filmu Obywatel Kane.
- 2 maja – kampania śródziemnomorska: brytyjski niszczyciel HMS „Jersey” wszedł na niemiecką minę magnetyczną i zatonął przy wejściu do portu La Valetta na Malcie; zginęło 2 oficerów i 33 marynarzy.
- 5 maja:
  - cesarz Hajle Syllasje I powrócił do Addis Abeby.
  - Isaías Medina Angarita został prezydentem Wenezueli.
- 6 maja:
  - Józef Stalin został szefem rządu ZSRR zastępując Wiaczesława Mołotowa.
  - dokonano oblotu amerykańskiego samolotu myśliwsko-szturmowego Republic P-47 Thunderbolt.
- 8 maja – podszywający się pod jednostkę norweską niemiecki krążownik pomocniczy HSK „Pinguin” został zatopiony na Oceanie Indyjskim przez brytyjski krążownik HMS „Cornwall”. Zginęło 342 członków załogi i 203 brytyjskich jeńców wojennych.
- 9 maja – bitwa o Atlantyk: Brytyjczycy przechwycili niemiecki okręt podwodny U-110 wraz z maszyną szyfrującą Enigma.
- 10 maja – Rudolf Heß, jeden z przywódców III Rzeszy, zastępca Führera, w tajemnicy poleciał samolotem Me 110E do Szkocji, gdzie został aresztowany; lot Heßa i jego pobyt na terenie Wielkiej Brytanii uchodzą za jedną z największych zagadek II wojny światowej, dokumenty zostały utajnione przez Brytyjczyków na 75 lat.
- 11 maja – chorwaccy ustasze uprowadzili 373 serbskich mieszkańców chorwackiego Glina i zamordowali ich w sąsiedniej wsi.
- 12 maja – Konrad Zuse zaprezentował w Berlinie pierwszy działający, w pełni automatyczny komputer o zmiennym programie Z3.
- 13 maja – feldmarszałek Wilhelm Keitel wydał w imieniu Hitlera rozkaz o „Jurysdykcji Barbarossa”, regulujący zasady postępowania Wehrmachtu na terenach przyszłej okupacji niemieckiej w ZSRR.
- 15 maja:
  - II wojna światowa w Afryce: Brytyjczycy rozpoczęli operację „Brevity”, której celem było wyzwolenie Tobruku.
  - dokonano oblotu pierwszego brytyjskiego samolotu odrzutowego Gloster E.28/39.
  - Élie Lescot został prezydentem Haiti.
- 16 maja – w Mongolii ustanowiono Order Suche Batora.
- 17 maja:
  - II wojna światowa w Afryce: zwycięstwo wojsk brytyjskich nad włoskimi w bitwie pod Amba Alagi w Etiopii.
  - w Tiranie 19-letni Vasil Laçi ostrzelał z rewolweru limuzynę, którą jechali król Włoch Wiktor Emanuel III i premier kolaboracyjnego rządu albańskiego Shefqet Verlaçi. Obaj nie odnieśli obrażeń.
- 18 maja – książę Aimone (jako Tomisław II) został królem marionetkowego państwa chorwackiego pod kontrolą Włoch i Niemiec.
- 20 maja – kampania śródziemnomorska: wojska niemieckie przeprowadziły desant na Kretę.
- 21 maja – utworzono norweską formację hitlerowskiego Allgemeine SS (Norges SS).
- 24 maja – bitwa o Atlantyk: w Cieśninie Duńskiej pancernik „Bismarck” zatopił krążownik liniowy HMS „Hood” z 1418 marynarzami i oficerami na pokładzie.
- 27 maja – bitwa o Atlantyk: niemiecki pancernik „Bismarck” został zatopiony przez Brytyjczyków. Spośród 2220 członków załogi uratowało się 115.
- 30 maja:
  - zakończyła się wojna brytyjsko-iracka.
  - kampania bałkańska: Kreta została opanowana przez wojska niemieckie.
- 31 maja:
  - bitwa o Anglię: Niemcy dokonali nalotu bombowego na Dublin, pomimo że Irlandia ogłosiła swoją neutralność w wojnie.
  - kampania bałkańska: po inwazji niemieckiej wojska brytyjskie ewakuowały się z Krety.
- 1 czerwca – wraz z zajęciem przez Niemców Krety zakończyła się kampania bałkańska.
- 2 czerwca – kampania bałkańska: w odwecie za opór stawiany przez miejscową ludność niemieckim spadochroniarzom podczas desantu na Kretę rozstrzelali oni kilkudziesięciu mężczyzn z wioski Kondomari.
- 3 czerwca – kampania bałkańska: oddział niemieckich strzelców górskich dokonał masakry około 180 mieszkańców wsi Kandanos na Krecie, w odwecie za rzekome zabójstwa niemieckich jeńców.
- 5 czerwca – w wyniku pożaru wywołanego japońskim nalotem na chińskie miasto Chongqing udusiło się około 4 tys. osób kryjących się przed bombami w tunelu.
- 6 czerwca – feldmarszałek Wilhelm Keitel wydał w imieniu Hitlera rozkaz nakazujący niemieckim oddziałom na przyszłym froncie wschodnim rozstrzeliwanie wziętych do niewoli radzieckich komisarzy politycznych (Kommissarbefehl).
- 8 czerwca – kampania śródziemnomorska: wojska alianckie dokonały inwazji na Syrię i Liban.
- 9 czerwca – operacja „Exporter”: zwycięstwo Aliantów nad wojskami Francji Vichy w bitwie nad rzeką Litani w Libanie.
- 14 czerwca – rozpoczęły się masowe deportacje obywateli Litwy, Łotwy i Estonii na Syberię.
- 15 czerwca – rozpoczęła się aliancka odsiecz dla oblężonego Tobruku (operacja „Battleaxe”).
- 17 czerwca – Amerykanin Lester Steers ustanowił w Los Angeles rekord świata w skoku wzwyż (2,11 m), który przetrwał do 1953 roku.
- 18 czerwca – Turcja zawarła traktat o przyjaźni i nieagresji z III Rzeszą, formalnie zachowując neutralność.
- 22 czerwca:
  - atak Niemiec na ZSRR (operacja Barbarossa).
  - Rumunia i Włochy wypowiedziały wojnę ZSRR.
  - Rapid Wiedeń zdobył tytuł piłkarskiego mistrza Niemiec jako jedyna w historii drużyna austriacka.
- 23 czerwca – Słowacja wypowiedziała wojnę ZSRR.
- 24 czerwca – zwodowano japoński lotniskowiec „Hiyō”.
- 25 czerwca:
  - po atakach sowieckiego lotnictwa bombowego na miasta fińskie Finlandia wypowiedziała wojnę ZSRR.
  - kryzys przesilenia letniego: rząd szwedzki, wbrew ogłoszonej neutralności, zgodził się na tranzyt wojsk niemieckich na front wschodni.
  - w Kownie doszło do pogromu ludności żydowskiej.
  - w lesie Rainiai funkcjonariusze NKWD i żołnierze Armii Czerwonej zamordowali 76 więźniów przywiezionych z więzienia w Telszach.
- 26 czerwca:
  - po zajęciu miasta Szawle na Litwie Niemcy rozstrzelali około tysiąca miejscowych Żydów.
  - w obozie dla polskich jeńców i uchodźców wojennych w Prawieniszkach na Litwie NKWD dokonało masakry 477 osób.
- 27 czerwca:
  - Węgry wypowiedziały wojnę ZSRR.
  - rozpoczęła się trzydniowa masakra ponad 13 tysięcy Żydów w mieście Jassy w Rumunii.
- 29 czerwca:
  - atak Niemiec na ZSRR: kapitulacja Mińska.
  - rozpoczęła się operacja „Silberfuchs”, nieudana niemiecko-fińska próba zajęcia Murmańska.
- 6 lipca – rozpoczęła się miesięczna bitwa pod Smoleńskiem.
- 7 lipca – amerykańskie wojska wylądowały w Islandii celem zapobieżenia niemieckiej inwazji.
- 16 lipca – w okolicach Witebska dostał się do niemieckiej niewoli Jakow Dżugaszwili, syn Józefa Stalina.
- 30 lipca – w Londynie podpisano polsko-radziecki układ Sikorski-Majski, przewidujący m.in. wznowienie stosunków dyplomatycznych, amnestię dla polskich więźniów i utworzenie armii polskiej w ZSRR.
- 1 sierpnia – rozpoczęła się seryjna produkcja samochodu Willys Jeep.
- 6 września – w Paryżu powstała Polska Organizacja Walki o Niepodległość.
- 10 sierpnia – w Sztokholmie, Szwed Gunder Hägg ustanowił rekord świata w biegu na 1500 m wynikiem 3.47,6 s.
- 12 sierpnia – w ZSRR wydano amnestię dla obywateli Polski przebywających w łagrach.
- 14 sierpnia – Franklin Delano Roosevelt i Winston Churchill podpisali deklarację zwaną Kartą Atlantycką.
- 22 sierpnia – masakra dzieci żydowskich w Białej Cerkwi na Ukrainie.
- 23 sierpnia – Niemcy i ich litewscy kolaboranci dokonali ostatecznej likwidacji getta w Poniewieżu, mordując 7523 Żydów.
- 25 sierpnia – rozpoczęła się brytyjsko-sowiecka inwazja na Iran, będący miejscem silnej infiltracji wywiadu niemieckiego.
- 28 sierpnia – została zlikwidowana Niemiecka Nadwołżańska Autonomiczna Socjalistyczna Republika Radziecka.
- 29 sierpnia – Arthur Fadden został premierem Australii.
- 11 września:
  - w Niemczech opatentowano metadon.
  - rozpoczęła się budowa Pentagonu w Waszyngtonie.
- 12 września – dokonano oblotu brytyjskiego szybowca transportowego Airspeed Horsa.
- 15 września – rozpoczęto seryjną produkcję radzieckiego czołgu T-60.
- 16 września – szach Iranu Reza Pahlawi, pod naciskiem Wielkiej Brytanii i ZSRR, abdykował na rzecz swego syna, Mohammada.
- 21 września – dokonano oblotu amerykańskiego bombowca B-29.
- 24 września:
  - Londyn: członkowie koalicji antyhitlerowskiej podpisali Kartę Atlantycką.
  - powstał francuski rząd emigracyjny.
- 25 września:
  - II wojna chińsko-japońska: tzw. pięciu wojowników z góry Langya odciągnęło kilkusetosobowy oddział japoński od miejsca zamieszkanego przez cywilów i oddziału chińskiego w stronę góry Langya (prowincja Hebei). Akcja ta dała czas Chińczykom na zorganizowanie oporu. Żołnierze, ostrzeliwani przez wroga, zdecydowali się na skok z góry, w wyniku czego 3 z nich poniosło śmierć na miejscu.
  - w Hiszpanii utworzono Narodowy Instytut Przemysłu (INI).
- 26 września – operacja Barbarossa: zwycięstwem Niemców zakończyła się bitwa o Kijów, w jej wyniku straty (zabici, zaginieni i wzięci do niewoli) wynosiły ponad 600 tysięcy żołnierzy radzieckich.
- 27 września – Reinhard Heydrich został mianowany Protektorem Czech i Moraw.
- 28 września – Adolf Hitler ustanowił odznaczenie Krzyża Niemieckiego.
- 8 października – hitlerowcy rozpoczęli masakrę 16 tys. Żydów z getta w Witebsku.
- 18 października – japoński kontrwywiad aresztował w Tokio agenta INO NKWD Richarda Sorge.
- 20–21 października – wyniku akcji odwetowej hitlerowcy rozstrzelali od 2800 do 5000 mieszkańców serbskiego miasta Kragujevac.
- 23 października – premiera amerykańskiego filmu animowanego Dumbo, wyprodukowanego przez wytwórnię Walta Disneya.
- 30 października:
  - Franklin Delano Roosevelt wyraził zgodę na udzielenie pożyczki dla Związku Radzieckiego w ramach Lend-Lease Act.
  - wojska niemiecko-rumuńskie rozpoczęły oblężenie Sewastopola.
- 31 października – na Mount Rushmore w Dakocie Południowej zakończono 14-letnie prace nad wykutym w skale monumentem, przedstawiającym głowy czterech prezydentów USA.
- 3 listopada – w Niemczech zwiększono opodatkowanie wyrobów tytoniowych o 85–95% ceny detalicznej.
- 8 listopada – powstała Komunistyczna Partia Albanii.
- 14 listopada – zatonął brytyjski lotniskowiec HMS „Ark Royal” storpedowany poprzedniego dnia przez niemiecki okręt podwodny.
- 19 listopada – na Oceanie Indyjskim doszło do bitwy morskiej HMAS „Sydney” z HSK „Kormoran”.
- 22 listopada – w katastrofie lotniczej we Wrocławiu zginął niemiecki as myśliwski Werner Mölders.
- 25 listopada – Finlandia przystąpiła do paktu antykominternowskiego.
- 26 listopada – amerykański sekretarz stanu Cordell Hull przekazał ambasadorowi Cesarstwa Japonii notę dyplomatyczną w formie ultimatum, będącą ostatnim elementem sankcji Stanów Zjednoczonych wobec Japonii.
- 30 listopada – generał Władysław Sikorski rozpoczął oficjalną wizytę w Związku Radzieckim.
- 3 grudnia:
  - Józef Stalin w trakcie spotkania z generałami Władysławem Sikorskim i Władysławem Andersem oświadczył, że w sowieckich obozach nie ma już polskich oficerów, a zaginieni zapewne uciekli do Mandżurii.
  - rozpoczęło nadawanie Chińskie Radio Międzynarodowe.
- 4 grudnia – w Moskwie zakończyły się dwudniowe rozmowy między Józefem Stalinem a gen. Władysławem Sikorskim.
- 5 grudnia:
  - w czasie bitwy pod Moskwą rozpoczęła się kontrofensywa zimowa wojsk radzieckich.
  - Wielka Brytania wypowiedziała wojnę Finlandii, Węgrom i Rumunii.
- 7 grudnia:
  - atak na Pearl Harbor: Japończycy przeprowadzili niespodziewany atak na amerykańską bazę wojskową Pearl Harbor na Hawajach.
  - Kanada wypowiedziała wojnę Finlandii, Węgrom, Rumunii i Japonii.
- 8 grudnia – Stany Zjednoczone, Wielka Brytania i jej dominia oraz sojusznicy wypowiedzieli wojnę Japonii.
- 11 grudnia – Niemcy i Włochy wypowiedziały wojnę Stanom Zjednoczonym, natomiast Polska znalazła się w stanie wojny z Imperium Japońskim.
- 12 grudnia – premiera filmu Wilkołak.
- 13 grudnia – ponad 6 tys. osób zginęło po przerwaniu brzegów górskiego jeziora i zalaniu przez falę powodziową wschodniej dzielnicy miasta Huaraz w Peru.
- 16 grudnia – do służby wszedł „Yamato”, największy pancernik świata i największy okręt II wojny światowej.
- 19 grudnia – w związku z niepowodzeniami na froncie wschodnim Adolf Hitler objął osobiście stanowisko Naczelnego Dowódcy Wojsk Lądowych.
- 21 grudnia:
  - Stany Zjednoczone wypowiedziały wojnę Niemcom i Włochom.
  - zawarto tajlandzko-japoński sojusz wojskowy.
- 23 grudnia – dokonano oblotu amerykańskiego samolotu transportowego Douglas C-47 Skytrain.
- 26 grudnia – Winston Churchill jako pierwszy brytyjski premier wygłosił przemówienie w Kongresie USA.

## Urodzili się
- 1 stycznia – Martin Evans, brytyjski naukowiec
- 2 stycznia:
  - Konrad Kucza-Kuczyński, polski architekt
  - Mirosław Pietrewicz, polski ekonomista, polityk, wicepremier (zm. 2022)
  - Petr Pithart, czeski polityk
  - Franciszek Szelwicki, polski związkowiec, działacz opozycji antykomunistycznej, polityk, poseł na Sejm RP (zm. 2018)
- 3 stycznia – Iwona Śledzińska-Katarasińska, polska działaczka polityczna i dziennikarka (zm. 2024)
- 4 stycznia:
  - Henryk Dzido, polski polityk (zm. 2018)
  - Lech Górniewicz, polski matematyk
  - Thijs Libregts, holenderski piłkarz, trener
  - Ryszard Tokarczyk, polski malarz, autor instalacji, pedagog (zm. 2018)
- 5 stycznia:
  - Hayao Miyazaki, japoński reżyser, rysownik i twórca komiksów
  - Wiktor Lebiediew, radziecki i rosyjski kompozytor (zm. 2021)
- 6 stycznia:
  - Aleksander Bednarz, polski aktor (zm. 2013)
  - Philippe Busquin, belgijski polityk
  - Manfred Matuszewski, polski kolarz szosowy i przełajowy, trener (zm. 2018)
  - Ross Turnbull, australijski rugbysta i działacz (zm. 2015)
- 7 stycznia:
  - Frederick Gregory, amerykański lotnik wojskowy
  - Telemach Pilitsidis, grecki malarz, poeta (zm. 2022)
  - John Ernest Walker, brytyjski biolog molekularny, laureat Nagrody Nobla
- 8 stycznia:
  - Severino Andreoli, włoski kolarz
  - Graham Chapman, angielski aktor (zm. 1989)
  - Stefania Kiewłen, polska lekkoatletka, kulomiotka
  - Józef Łochowski, polski polityk, przedsiębiorca, poseł na Sejm X, I i II kadencji (zm. 2014)
  - Jerzy Malota, polski piosenkarz
  - Grzegorz Matuszak, polski socjolog, profesor, senator RP (zm. 2022)
  - Boris Vallejo, peruwiański rysownik, ilustrator
- 9 stycznia:
  - Joan Baez, amerykańska piosenkarka
  - Jerzy Derfel, polski kompozytor i pianista
  - Josef Jelínek, czeski piłkarz (zm. 2024)
  - Ewa Nowak, polska antropolog, wykładowczyni akademicka
  - Elena Ornella Paciotti, włoska prawnik, sędzia, polityk, eurodeputowana
- 10 stycznia:
  - Ilse Geisler, niemiecka saneczkarka
  - Alicja Gołyska, polska polityk, poseł na Sejm PRL
  - Norbert Pospieszny, polski anatom zwierząt
  - Giacomo Santini, włoski dziennikarz sportowy, polityk, eurodeputowany
- 11 stycznia:
  - Gérson, brazylijski piłkarz
  - Wolf Lepenies, niemiecki socjolog, politolog
  - Sérgio Gonçalves Lopes, brazylijski piłkarz (zm. 2024)
  - Rainer Simon, niemiecki reżyser i scenarzysta filmowy
- 12 stycznia – Donato Veraldi, włoski polityk, eurodeputowany, prezydent Kalabrii
- 13 stycznia:
  - Francisco Javier Hernández Arnedo, hiszpański duchowny katolicki, biskup Tianguá
  - Walid al-Mu’allim, syryjski polityk, dyplomata (zm. 2020)
  - Pasqual Maragall i Mira, polityk kataloński
  - Meinhard Nehmer, niemiecki bobsleista
- 14 stycznia:
  - Faye Dunaway, amerykańska aktorka
  - Milan Kučan, słoweński polityk
- 15 stycznia:
  - Captain Beefheart, amerykański wokalista, kompozytor, poeta, malarz (zm. 2010)
  - Tsunehisa Itō, japoński scenarzysta filmów animowanych (zm. 2021)
  - Shih Ming-teh, tajwański polityk (zm. 2024)
  - Siarhiej Kascian, białoruski polityk
- 16 stycznia:
  - Marcel Agboton, beniński duchowny katolicki, arcybiskup Kotonu (zm. 2023)
  - Ewa Demarczyk, polska pieśniarka, z wykształcenia aktorka i pianistka (zm. 2020)
  - Gerard Koel, holenderski kolarz
  - Christine Truman, brytyjska tenisistka
  - Carlo Maria Viganò, włoski duchowny katolicki, arcybiskup, dyplomata watykański
- 17 stycznia – Karin Reichert, niemiecka lekkoatletka, sprinterka i płotkarka
- 18 stycznia:
  - Roswitha Esser, niemiecka kajakarka
  - Alfredo Schäffler, austriacki duchowny katolicki, biskup Parnaíby w Brazylii
- 19 stycznia:
  - Peter Ingham, australijski duchowny katolicki, biskup Wollongong (zm. 2024)
  - Włodzimierz Kuperberg, polsko-amerykański matematyk
  - Pat Patterson, kanadyjski wrestler (zm. 2020)
  - Stanisław Tokarski, profesor doktor habilitowany, wykładowca Instytutu Bliskiego i Dalekiego Wschodu UJ
- 20 stycznia:
  - Jacek Domański, polski aktor
  - Henryk Goryszewski, polski polityk, prawnik, poseł na Sejm RP i wicepremier RP
- 21 stycznia:
  - Plácido Domingo, hiszpański śpiewak operowy (tenor), dyrygent
  - Richie Havens, amerykański piosenkarz folkowy (zm. 2013)
  - Mike Medavoy, amerykański producent filmowy
  - Elaine Showalter, amerykańska krytyczka literatury
  - Agnieszka Smolicz-Pytlik, polska nauczycielka, poseł na Sejm PRL
- 22 stycznia:
  - Jaan Kaplinski, estoński poeta, filozof, krytyk literacki pochodzenia polskiego (zm. 2021)
  - Henryk Mandera, polski kierowca wyścigowy i rajdowy (zm. 2023)
  - Rintarō, japoński reżyser filmów anime
- 23 stycznia:
  - Ingeburg Friedrich, niemiecka lekkoatletka, kulomiotka
  - Dumeng Giovanoli, szwajcarski narciarz alpejski
- 24 stycznia:
  - Neil Diamond, amerykański aktor i piosenkarz
  - Maria Klimowicz, polska lekarka, działaczka społeczna (zm. 1995)
  - Aaron Neville, amerykański piosenkarz
  - Jurij Pokalczuk, ukraiński pisarz (zm. 2008)
  - Dan Szechtman, izraelski naukowiec, laureat Nagrody Nobla
- 25 stycznia:
  - Jan Miazek, polski duchowny katolicki
  - Jan Styrna, biskup ordynariusz diecezji elbląskiej, krajowy duszpasterz rolników (zm. 2022)
  - Ja’akow Szefi, izraelski działacz społeczny i sportowy
- 26 stycznia:
  - Arturo Di Modica, włosko-amerykański rzeźbiarz (zm. 2021)
  - Scott Glenn, amerykański aktor, producent filmowy
  - Zdzisław Pilecki, polski dziennikarz, polityk, poseł na Sejm PRL
- 27 stycznia:
  - Benedykt Czuma, polski opozycjonista, polityk (zm. 2023)
  - Karl Diller, niemiecki polityk
  - Franco De Pedrina, włoski wioślarz
- 28 stycznia – Jewhen Marczuk, ukraiński wojskowy, polityk (zm. 2021)
- 29 stycznia:
  - Henryk Apostel, polski piłkarz
  - Maggie Kirkpatrick, australijska aktorka
  - Robin Morgan, amerykańska pisarka, poetka, feministka pochodzenia żydowskiego
- 30 stycznia:
  - Gregory Benford, amerykański pisarz
  - Dick Cheney, polityk amerykański
  - Tineke Lagerberg, holenderska pływaczka
- 31 stycznia:
  - Len Chappell, amerykański koszykarz (zm. 2018)
  - Dick Gephardt, amerykański polityk
  - Jessica Walter, amerykańska aktorka (zm. 2021)
- 1 lutego:
  - Tadeusz Chmielewski, polski inżynier budownictwa
  - Rudolf Michałek, polski profesor, specjalista w zakresie inżynierii rolniczej
  - Jerry Spinelli, amerykański pisarz
- 2 lutego:
  - Siergiej Czeriepnin, amerykański kompozytor, skrzypek, projektant instrumentów muzycznych pochodzenia rosyjskiego
  - Marian Dudziak, polski naukowiec i lekkoatleta
  - Gerald Morkel, południowoafrykański samorządowiec, polityk (zm. 2018)
- 3 lutego – Ireneusz Czesny, twórca filmów animowanych dla dzieci, reżyser, scenarzysta i animator
- 4 lutego – Bogdan Marciniec, polski chemik
- 5 lutego:
  - Ferdinand Deda, albański dyrygent i kompozytor (zm. 2003)
  - Janusz Jurczak, polski chemik
  - Rick Laird, irlandzki basista, członek zespołu The Mahavishnu Orchestra (zm. 2021)
  - David Selby, amerykański aktor
  - Barrett Strong, amerykański piosenkarz (zm. 2023)
  - Kaspar Villiger, szwajcarski polityk
- 6 lutego:
  - Klaus Buchner, niemiecki fizyk, wykładowca akademicki, polityk
  - Gigi Perreau, amerykańska aktorka pochodzenia francuskiego
- 7 lutego:
  - Doc Hastings, amerykański polityk
  - Jim King, amerykański koszykarz
  - Leslie Lamport, amerykański informatyk
  - Ryszard Latko, polski pisarz, poeta i scenarzysta (zm. 2022)
  - Mieczysław Pawlak, polski ogrodnik, polityk, poseł na Sejm I kadencji (zm. 2014)
- 8 lutego:
  - José Luis Chávez Botello, meksykański duchowny katolicki
  - Jan Jargiełło, polski koszykarz (zm. 2023)
  - Nick Nolte, amerykański aktor i producent filmowy
  - Tom Rush, amerykański piosenkarz, gitarzysta i kompozytor folkowy
- 9 lutego:
  - Kazimierz Kaczor, polski aktor
  - Wojciech Matecki, polski urzędnik państwowy, polityk, senator RP
- 10 lutego:
  - Michael Apted, angielski reżyser, producent, scenarzysta i aktor (zm. 2021)
  - January Komański, polski generał (zm. 2021)
  - Vikki Carr, amerykańska piosenkarka
- 11 lutego – Sérgio Mendes, brazylijski muzyk (zm. 2024)
- 12 lutego:
  - Christoph Höhne, niemiecki lekkoatleta
  - Leena Luhtanen, fińska polityk
  - Dennis Sulliivan, amerykański matematyk
  - Binjamin Wilkomirski, szwajcarski klarnecista, pisarz
- 13 lutego:
  - Władysław Makarski, polski językoznawca
  - Bo Svenson, szwedzko-amerykański aktor filmowy i telewizyjny
- 14 lutego:
  - Aleksander Bentkowski, polski polityk
  - Donna Shalala, amerykańska polityk, kongreswoman ze stanu Floryda
  - Paul Tsongas, amerykański polityk, senator ze stanu Massachusetts (zm. 1997)
  - Earl Young, amerykański lekkoatleta, sprinter
- 15 lutego:
  - Brian Holland, afroamerykański muzyk pop
  - Józef Korpanty, polski filolog klasyczny (zm. 2021)
- 16 lutego:
  - Andrzej Perka, polski koszykarz
  - Josef Schnusenberg, niemiecki działacz piłkarski (zm. 2024)
  - Andrzej Sołtan, polski historyk, doktor, varsavianista, muzealnik
- 17 lutego:
  - Heidi Biebl, niemiecka narciarka (zm. 2022)
  - Gisèle Charzat, francuska polityk, eurodeputowana
  - Julia McKenzie, brytyjska aktorka
- 18 lutego – Anna Panas, polska piosenkarka
- 19 lutego:
  - Carlos Alsina, argentyński kompozytor, pianista i dyrygent (zm. 2023)
  - David Gross, fizyk amerykański, laureat Nagrody Nobla
  - Maria Sarnik-Konieczna, polska architekt, polityk, poseł na Sejm PRL
  - Imre Szöllősi, węgierski kajakarz (zm. 2022)
- 20 lutego:
  - Giuseppe Arzilli, polityk San Marino (zm. 2023)
  - Janusz Charczuk, polski piłkarz
  - Jean-Pierre Dupuy, francuski inżynier górnictwa, filozof
  - Alan Furst, amerykański pisarz
  - Alexander Gauland, niemiecki prawnik, dziennikarz i polityk
  - Juan Olivares, piłkarz chilijski
  - Buffy Sainte-Marie, kanadyjska piosenkarka, kompozytorka, aktorka i działaczka społeczna
- 21 lutego – Nikolaos Prindezis, grecki duchowny katolicki
- 22 lutego:
  - Roman Dziembaj, polski chemik
  - Hipólito Mejía, dominikański polityk, prezydent Dominikany
  - Jürgen Nöldner, niemiecki piłkarz (zm. 2022)
- 25 lutego:
  - Feliks Falk, polski reżyser
  - David Puttnam, angielski producent filmowy
- 26 lutego:
  - Jerzy Cieślak, polski lekarz, polityk, senator RP (zm. 2004)
  - Zbigniew Grycan, polski przedsiębiorca
  - Jan Kofman, polski historyk
  - Wojciech Nowaczyk, polski polityk, poseł na Sejm RP (zm. 2016)
- 27 lutego:
  - Paddy Ashdown, brytyjski polityk (zm. 2018)
  - Stanisław Fiałkowski, polski kompozytor, pianista
  - Jan Klapáč, czeski hokeista
  - Charlotte Stewart, amerykańska aktorka
  - Gabriel Zubeir Wako, sudański duchowny katolicki, kardynał
- 28 lutego:
  - Ginés García, hiszpański kolarz szosowy
  - Suzan Mubarak, egipska pierwsza dama
- 1 marca:
  - Dietrich Benner, niemiecki filozof, pedagog
  - Armand Forchério, monakijski piłkarz, trener
  - Hans Lagerwall, szwedzki szpadzista (zm. 2022)
  - Slobodan Štambuk, chorwacki duchowny katolicki, biskup Hvaru (zm. 2023)
- 2 marca:
  - Jacek Fuksiewicz, polski krytyk i scenarzysta filmowy, dziennikarz
  - Ēvalds Grabovskis, łotewski hokeista, trener i działacz hokejowy
- 3 marca:
  - Vlado Milunić, chorwacko-czeski architekt (zm. 2022)
  - John Thomas, amerykański lekkoatleta (zm. 2013)
- 4 marca:
  - John Aprea, amerykański aktor (zm. 2024)
  - Kazimierz Grześkowiak, polski pisarz, artysta estradowy, satyryk (zm. 1999)
  - Adrian Lyne, angielski reżyser i producent filmowy
- 5 marca – Jože Mencinger, słoweński prawnik, ekonomista i polityk (zm. 2022)
- 6 marca:
  - Peter Brötzmann, niemiecki saksofonista i klarnecista (zm. 2023)
  - Romain De Loof, belgijski kolarz
  - Kálmán Ihász, węgierski piłkarz (zm. 2019)
  - Antoni Mickiewicz, polski ekonomista
- 7 marca:
  - John Malone, amerykański przedsiębiorca
  - Roger Morin, amerykański duchowny katolicki (zm. 2019)
  - Piers Paul Read, brytyjski pisarz katolicki
- 8 marca:
  - Yves Galland, francuski polityk (zm. 2025)
  - Krystyna Konarska, polska piosenkarka (zm. 2021)
  - Alan Lowenthal, amerykański polityk pochodzenia żydowskiego
  - Aleksiej Miszyn, rosyjski łyżwiarz
  - Wilfrid Fox Napier, południowoafrykański duchowny katolicki, arcybiskup Durbanu, kardynał
  - Yvan Ylieff, belgijski i waloński historyk, samorządowiec, polityk
- 9 marca – Stanisław Hodorowicz, polski naukowiec, profesor, senator RP
- 10 marca:
  - Jan Boba, polski pianista i aranżer,
  - Vincent Ri Pyung-ho, południowokoreański duchowny katolicki, biskup Jeonju
  - Martin Van Den Bossche, belgijski kolarz szosowy
  - Teodor Meleșcanu, rumuński dyplomata, prawnik, polityk i wykładowca akademicki
  - Andrzej Woźnicki, polski polityk, pracownik naukowy, poseł na Sejm III kadencji
- 11 marca:
  - Piotr Barciński, polski rolnik, polityk, poseł na Sejm RP
  - Grzegorz Kalwarczyk, polski duchowny katolicki, kanclerz kurii, varsavianista (zm. 2022)
- 12 marca:
  - Andrzej Fogiel, polski aktor, wokalista
  - Janusz Łunis, polski brydżysta (zm. 2018)
  - Claude Quittet, francuski piłkarz
  - Josip Skoblar, chorwacki piłkarz, trener
  - Andriej Smirnow, rosyjski aktor, reżyser filmowy
  - Erkki Salmenhaara, fiński kompozytor i muzykolog
- 13 marca:
  - Mahmud Darwisz, palestyński poeta, prozaik (zm. 2008)
  - Juan José Larrañeta Olleta, hiszpański duchowny katolicki, wikariusz apostolski Puerto Maldonado
  - Ramiro Moliner Inglés, hiszpański duchowny katolicki, arcybiskup, nuncjusz apostolski (zm. 2024)
- 14 marca:
  - Michael berry, brytyjski fizyk
  - Jerzy Chmielecki, polski działacz samorządowy i partyjny, prezydent Legnicy
  - Eleonora Harendarska, polska muzykolog
  - Bruno Mazzia, włoski piłkarz
  - Wolfgang Petersen, niemiecki reżyser i producent filmowy (zm. 2022)
- 15 marca:
  - António de Sousa Braga, portugalski duchowny katolicki, biskup biskup Angry (zm. 2022)
  - Klaus Kobusch, niemiecki kolarz (zm. 2025)
- 16 marca:
  - Bernardo Bertolucci, włoski reżyser filmowy (zm. 2018)
  - Giuseppe Nisticò, włoski lekarz, wykładowca akademicki, polityk
  - Władysław Szymański, polski działacz państwowy
- 17 marca:
  - Paul Kantner, amerykański muzyk rockowy (zm. 2016)
  - Wang Jin-pyng, tajwański polityk
  - John Malone, amerykański przedsiębiorca
- 18 marca:
  - David Dias Pimentel, portugalski duchowny katolicki, biskup diecezji São João da Boa Vista (zm. 2021)
  - Fausto Trávez Trávez, ekwadorski duchowny katolicki, arcybiskup Quito i prymas Ekwador
- 19 marca:
  - Florence Delay, francuska aktorka, pisarka (zm. 2025)
  - Bruno Leonardo Gelber, argentyński pianista
  - Teresa Hejnicka-Bezwińska, polska pedagog
  - Zbigniew Krutczenko, polski polityk
  - Virgil Măgureanu, rumuński socjolog, polityk, agent wywiadu
  - Ole Nydahl, duński lama i nauczyciel medytacji
  - Aleksandra Wejman-Sowińska, polska bibliotekarka (zm. 2014)
- 20 marca:
  - Jerzy Duda-Gracz, polski malarz (zm. 2004)
  - Kenji Kimihara, japoński lekkoatleta
- 21 marca:
  - Fausto Cercignani, włoski uczony, eseista i poeta
  - Dirk Frimout, belgijski fizyk i astronauta
  - Václav Mašek, czeski piłkarz
- 22 marca:
  - Bruno Ganz, szwajcarski aktor (zm. 2019)
  - Ewa Osińska, polska pianistka
  - Stanisław Stec, polski polityk, poseł na Sejm RP
  - Cassam Uteem, maurytyjski polityk, prezydent Mauritiusa
- 23 marca:
  - Nelly Olin, francuska polityk, minister środowiska i zrównoważonego rozwoju (zm. 2017)
  - Józef Skowyra, polski polityk, poseł na Sejm IV kadencji (zm. 2022)
- 24 marca:
  - Mirosław Araszewski, polski operator filmowy, fotograf
  - Ulrich Parzany, niemiecki duchowny luterański, działacz ewangelikalny, ewangelista
- 25 marca:
  - Béla Balás, węgierski duchowny katolicki, biskup Kaposváru
  - Erhard Busek, austriacki polityk i prawnik (zm. 2022)
  - Gunter Pleuger, niemiecki polityk
- 26 marca:
  - Andrzej Barszczyński, polski operator i reżyser filmowy
  - Richard Dawkins brytyjski zoolog, etolog, ewolucjonista
  - Ambroise Guellec, francuski polityk, eurodeputowany
  - Lella Lombardi, włoska zawodniczka wyścigowa (zm. 1992)
  - Anna Marciniak, polska archiwistka, dokumentalistka, historyk nauki (zm. 2007)
  - Wojciech Młynarski, polski poeta, autor tekstów piosenek, piosenkarz, kompozytor (zm. 2017)
  - Miron Pomirski, polski polityk, poseł na Sejm RP (zm. 2009)
  - Senja Pusula, fińska biegaczka narciarska
  - Mira Żelechower-Aleksiun, polska malarka pochodzenia żydowskiego
- 27 marca:
  - Ivan Gašparovič, słowacki polityk i wykładowca
  - Bożena Kociołkowska, polska tancerka baletowa, choreograf, pedagog
  - Masako Kondō, japońska siatkarka
  - Antonina Łazariewa, radziecka lekkoatletka, skoczkini wzwyż
  - Liese Prokop, austriacka lekkoatletka, działaczka polityczna (zm. 2006)
  - Maria Szczucka, polska solistka operowa, sopran
- 28 marca:
  - Holger Bartsch, niemiecki polityk
  - Johnny Watkiss, australijski piłkarz
  - Władysław Włoch, polski poeta, eseista
- 29 marca:
  - Violeta Andrei, rumuńska aktorka
  - Alejandro Arellano Cedillo, włoski duchowny katolicki
  - James Hansen, amerykański fizyk, klimatolog
  - Pio Vito Pinto, włoski duchowny katolicki
  - Ayano Shibuki, japońska siatkarka
  - Joseph H. Taylor Jr., amerykański astrofizyk, laureat Nagrody Nobla
- 30 marca:
  - Graeme Edge, brytyjski perkusista, członek zespołu The Moody Blues (zm. 2021)
  - Sven Hamrin, szwedzki kolarz szosowy (zm. 2018)
  - Benny Herger, szwajcarski kolarz
  - Wolfgang Hofmann, niemiecki judoka, medalista olimpijski (zm. 2020)
- 31 marca – Jerzy Motylewicz, polski historyk
- 1 kwietnia:
  - Borhane Alaouié, libański reżyser filmowy (zm. 2021)
  - Andrzej Koźmiński, polski ekonomista
- 2 kwietnia:
  - Jana Andresíková, czeska aktorka (zm. 2020)
  - Andrzej Barański, polski reżyser i scenarzysta filmowy
  - Ferenc Glatz, węgierski historyk, polityk
  - Ludwika Wujec, polska fizyk, działaczka opozycji antykomunistycznej, urzędniczka samorządowa (zm. 2024)
- 3 kwietnia:
  - Danuta Abramowicz, polska tancerka, choreografka, pedagog
  - Jan Berry, amerykański muzyk, członek zespołu Jan & Dean(inne języki) (zm. 2004)
  - Eric Braeden, niemiecko-amerykański aktor
  - Joseph Fielding McConkie, amerykański teolog i misjonarz (zm. 2013)
  - Vinko Pintarić, chorwacki seryjny morderca (zm. 1991)
  - Salvador Sadurní, hiszpański piłkarz, bramkarz narodowości katalońskiej
- 5 kwietnia:
  - Bas van Fraassen, amerykański filozof pochodzenia holenderskiego
  - Marian Kozicki, polski jeździec sportowy
  - Wiktor Kuriencow, rosyjski sztangista (zm. 2021)
  - Michael Moriarty, amerykański aktor
  - Dave Swarbrick, brytyjski skrzypek folkowy i folkrockowy (zm. 2016)
- 6 kwietnia:
  - Angeliki Laiou, grecka historyk, bizantynolog (zm. 2008)
  - Barbara Roles, amerykańska łyżwiarka
  - Antoni Trzaskowski, polski piłkarz (zm. 2025)
  - Gheorghe Zamfir, rumuński muzyk
- 7 kwietnia:
  - Jerzy Kado, polski polityk, samorządowiec, poseł na Sejm II kadencji
  - Gorden Kaye, brytyjski aktor (zm. 2017)
  - ʻAkilisi Pohiva, tongański polityk, premier Tonga (zm. 2019)
- 8 kwietnia:
  - Tuiloma Neroni Slade, samoański prawnik, dyplomata
  - Jean-Marie Séverin, belgijski polityk i samorządowiec
  - Vivienne Westwood, brytyjska projektantka mody (zm. 2022)
- 9 kwietnia – Mirosław Skalski, polski polityk, poseł na Sejm RP
- 10 kwietnia:
  - Chryzostom II, cypryjski duchowny prawosławny, arcybiskup Cypru (zm. 2022)
  - Gilles de Robien, francuski polityk
  - Paul Theroux, amerykański powieściopisarz i publicysta
- 11 kwietnia:
  - Frederick Hauck, amerykański astronauta
  - Shirley Stelfox, brytyjska aktorka (zm. 2015)
  - Zbigniew Zalewski, polski generał
- 12 kwietnia:
  - Dieter Auch, niemiecki polityk
  - Jadwiga Gadulanka, polska śpiewaczka
  - Bobby Moore, angielski piłkarz (zm. 1993)
- 13 kwietnia:
  - Michael Stuart Brown, amerykański genetyk, laureat Nagrody Nobla
  - Zdzisław Podedworny, polski trener piłkarski
- 14 kwietnia:
  - Julie Christie, brytyjska aktorka (lub ur. 14 kwietnia 1940)
  - Władimir Kazienas, kazachski entomolog, wykładowca akademicki
  - David Monroe, kanadyjski duchowny katolicki
  - Gerhard Neweklowsky, austriacki slawista, wykładowca akademicki
  - Pola Raksa, polska aktorka
  - Pete Rose, amerykański baseballista (zm. 2024)
- 15 kwietnia:
  - Adolf Dostal, polski poeta (zm. 1963)
  - Josep María Fusté, hiszpański piłkarz (zm. 2023)
- 16 kwietnia:
  - Vittorio Messori, włoski dziennikarz, pisarz, publicysta katolicki
  - Siergiej Nikonienko, rosyjski aktor, reżyser filmowy
  - Ryang Man Gil, północnokoreański generał, polityk
  - Cliff Stearns, amerykański polityk
- 17 kwietnia – Irena Klepfisz, amerykańska pisarka pochodzenia żydowskiego
- 18 kwietnia:
  - Antoni Długosz, polski duchowny katolicki, biskup pomocniczy częstochowski
  - Michael D. Higgins, irlandzki polityk, prezydent Irlandii
- 19 kwietnia:
  - Roberto Carlos, brazylijski piosenkarz
  - Józef Emil Czajkowski, polski historyk i dziennikarz i działacz ludowy
  - Adam Matuszczak, polski polityk, inżynier, poseł na Sejm X i I kadencji (zm. 1995)
  - Dragoslav Ražnatović, serbski koszykarz
- 20 kwietnia:
  - José Francisco Alves, portugalski duchowny katolicki, arcybiskup Évory
  - Alewtina Aparina, rosyjska polityk (zm. 2013)
  - Grace Coddington, brytyjska modelka, dziennikarka
  - Åshild Hauan, norweska polityk, gubernator okręgu Nordland (zm. 2017)
  - Janusz Kubicki, polski lekarz (zm. 2025)
  - Józef Michalik, polski duchowny katolicki, arcybiskup przemyski, przewodniczący Konferencji Episkopatu Polski
  - Juan Miranda, meksykański kulturysta, aktor (zm. 2009)
  - Márton Moyses, rumuński poeta pochodzenia węgierskiego (zm. 1970)
  - Ryan O’Neal, amerykański aktor, producent filmowy (zm. 2023)
- 21 kwietnia – Iwona Lubowska, polska filolog, nauczycielka, polityk, poseł na Sejm kontraktowy
- 22 kwietnia:
  - Stanisław Czajka, polski nauczyciel, polonista, dyrektor Biblioteki Narodowej w latach 1983–1992
  - Teresa Dobielińska-Eliszewska, polska onkolog, polityk, posłanka na Sejm RRL, wicemarszałek Sejmu kontraktowego (zm. 2016)
  - Greville Howard, brytyjski polityk
- 23 kwietnia:
  - Jacqueline Boyer, francuska piosenkarka, aktorka
  - Mieczysław Czekalski, polski botanik, wykładowca akademicki
  - Paavo Lipponen, fiński polityk, premier Finlandii
- 25 kwietnia:
  - Muna al-Husajn, księżna Jordanii
  - Elżbieta Michalczak, polska lekkoatletka, kulomiotka (zm. 2021)
  - Walter Mixa, niemiecki biskup katolicki
  - Bertrand Tavernier, francuski krytyk, reżyser i scenarzysta filmowy (zm. 2021)
  - Raymond Weinstein, amerykański szachista
- 26 kwietnia:
  - Claudine Auger, francuska aktorka (zm. 2019)
  - Boris Dankow, bułgarski dziennikarz, poeta, tłumacz
  - Anna Deręgowska-Libicka, polska tancerka baletowa
  - Arturo de Jesús Correa Toro, kolumbijski duchowny katolicki, biskup Ipiales (zm. 2021)
- 27 kwietnia:
  - Fethullah Gülen, turecki kaznodzieja, uczony, myśliciel, przewodnik duchowy, prozaik, poeta, działacz pokojowy (zm. 2024)
  - Rainer Nachtigall, niemiecki piłkarz
  - Zygmunt Schmidt, polski piłkarz
  - Aminata Sow Fall, senegalska pisarka
- 28 kwietnia:
  - Peter Kunter, niemiecki piłkarz (zm. 2024)
  - Lucien Aimar, francuski kolarz
  - Ann-Margret, amerykańska aktorka
  - Barry Sharpless, chemik amerykański, laureat Nagrody Nobla
- 29 kwietnia:
  - Gérard Daucourt, francuski duchowny katolicki, biskup Nanterre
  - François-Xavier de Donnea, belgijski i waloński ekonomista, polityk, samorządowiec, burmistrz Brukseli
- 30 kwietnia:
  - Stawros Dimas, grecki polityk, eurokomisarz
  - Gerard Grzywaczyk, polski rzeźbiarz
- 1 maja:
  - Efrem (Barbiniagra), rosyjski biskup prawosławny
  - Edward Ozorowski, polski duchowny katolicki, arcybiskup białostocki (zm. 2024)
  - Magne Thomassen, norweski łyżwiarz szybki
  - Birte Weiss, duńska dziennikarka, polityk
- 2 maja – Jules Wijdenbosch, surinamski polityk (zm. 2025)
- 3 maja:
  - Kornel Morawiecki, polski działacz niepodległościowy, założyciel Solidarności Walczącej (zm. 2019)
  - Krzysztof Korosadowicz, polski brydżysta (zm. 2018)
  - Nona Gaprindaszwili, gruzińska szachistka
- 4 maja:
  - Erwin Kruk, polski pisarz i poeta (zm. 2017)
  - Joachim Wanke, niemiecki teolog katolicki
  - Andrzej Wyglenda, polski żużlowiec i trener
- 5 maja:
  - Stanley Cowell, amerykański pianista i kompozytor jazzowy (zm. 2020)
  - Romuald Figuier, francuski piosenkarz, kompozytor
  - Jose Kaimlett, indyjski ksiądz katolicki  (zm. 2018)
- 6 maja:
  - Bohdan Kos, polski filozof, elektronik, fizyk teoretyk, poeta, wydawca
  - Ivica Osim, bośniacki piłkarz, trener (zm. 2022)
  - Đorđe Perišić, czarnogórski piłkarz wodny
  - Wiesław Szamborski, polski malarz, grafik, pedagog
- 7 maja:
  - Jerzy Bożyk, polski pianista i wokalista (zm. 2019)
  - Andrzej Zarycki, polski kompozytor
- 8 maja:
  - Maja Elżbieta Cybulska, polska eseistka, krytyk literacki, wykładowczyni akademicka
  - Pablo Galimberti, urugwajski duchowny katolicki, biskup Salto
  - Andrzej Krzak, polski lekarz, polityk, senator RP (zm. 2025)
  - Helena Torres Marques, portugalska ekonomistka, polityk, eurodeputowana
- 9 maja – Émile Puech, francuski biblista, qumranolog
- 10 maja:
  - Ken Berry, amerykański baseballista
  - Olga Kazi, węgierska lekkoatletka, sprinterka i biegaczka średniodystansowa
  - Georgi Stojkowski, bułgarski lekkoatleta, trójskoczek (zm. 2023)
- 11 maja:
  - Eric Burdon, brytyjski wokalista, związany m.in. z grupą The Animals
  - Andrzej Rottermund, polski historyk
- 12 maja – Zenon Harasym, polski fotograf
- 13 maja:
  - Senta Berger, austriacka aktorka i producentka filmowa
  - Wasilij Daniłow, rosyjski piłkarz
  - Ritchie Valens, amerykański piosenkarz pochodzenia meksykańskiego (zm. 1959)
- 14 maja – Ivar Nordkild, norweski biathlonista
- 15 maja – Beniamino Depalma, włoski duchowny katolicki, arcybiskup ad personam Noli
- 16 maja:
  - Denis Hart, australijski duchowny katolicki, arcybiskup Melbourne
  - Ubaldo Santana, wenezuelski duchowny katolicki, arcybiskup Maracaibo
- 17 maja:
  - Henryk Lipszyc, polski japonista
  - Ben Nelson, amerykański polityk, senator ze stanu Nebraska
  - Grace Zabriskie, amerykańska aktorka
- 18 maja:
  - Malcolm Sim Longair, szkocki astronom
  - Miriam Margolyes, brytyjska aktorka
  - Maria Zielińska, polska lekkoatletka, skoczkini wzwyż
- 19 maja:
  - Ritt Bjerregaard, duńska polityk (zm. 2023)
  - Nora Ephron, amerykańska scenarzystka i reżyser (zm. 2012)
  - Iva Janžurová, czeska aktorka
  - Stanisław Rymar, polski prawnik, adwokat, prezes NRA, wiceprzewodniczący TS, sędzia TK
- 20 maja:
  - Imants Bodnieks, łotewski kolarz torowy
  - Goh Chok Tong, singapurski polityk, premier Singapuru
  - Jean-Pierre Grallet, francuski duchowny katolicki, arcybiskup Strasburga
  - Aleksander Mazur, polski saksofonista
- 21 maja:
  - Gertrude Baumstark, rumuńsko-niemiecka szachistka (zm. 2020)
  - Bobby Cox, amerykański baseballista, menedżer
  - Jean Gagnon, kanadyjski duchowny katolicki, biskup Gaspé (zm. 2016)
- 22 maja:
  - Menzies Campbell, polityk brytyjski
  - Martha Langbein, niemiecka lekkoatletka
- 24 maja:
  - Vladimir Cvetković, serbski koszykarz
  - Zygmunt Choreń, polski konstruktor jachtowy
  - Bob Dylan, amerykański piosenkarz, kompozytor, autor tekstów, pisarz i poeta, laureat Nagrody Nobla
  - Andrés García, dominikański aktor (zm. 2023)
  - Peter J. Kairo, kenijski duchowny katolicki, arcybiskup Nyeri
  - George Lakoff, amerykański językoznawca
- 25 maja:
  - Diane Bish, amerykańska organistka, kompozytorka
  - Winfried Bölke, niemiecki kolarz torowy i szosowy (zm. 2021)
  - Augustyn Eckmann, polski duchowny katolicki
  - Uta Frith, niemiecka specjalistka w dziedzinie psychologii rozwojowej
  - Izydor (Kiriczenko), rosyjski biskup prawosławny (zm. 2020)
  - Sławomir Nowak, polski trener lekkoatletyki (zm. 2021)
  - Kazimierz Pękała, polski lekarz, polityk, poseł na Sejm RP (zm. 2021)
  - Vladimir Voronin, mołdawski polityk, prezydent Mołdawii
- 26 maja:
  - Aldrich Ames, amerykański oficer
  - Imants Kalniņš, łotewski kompozytor
- 27 maja:
  - Hsu Hsin-liang, tajwański polityk
  - Teppo Hauta-aho, fiński kontrabasista, kompozytor (zm. 2021)
  - Anna Krupska-Perek, polska językoznawczyni, profesor nauk humanistycznych (zm. 2021)
- 28 maja – Emilio Zurbano Marquez, filipiński duchowny katolicki
- 29 maja:
  - Inger Aufles, norweska biegaczka narciarska
  - Pepi Bader, niemiecki bobsleista (zm. 2021)
  - Marian Głosek, polski archeolog, profesor nauk humanistycznych
- 30 maja:
  - Roberto Calasso, włoski pisarz, eseista i wydawca (zm. 2021)
  - Luigi Conti, włoski duchowny katolicki, arcybiskup Fermo (zm. 2021)
  - Basile Mvé Engone, gaboński duchowny katolicki, arcybiskup Libreville
  - Richard Somerville, amerykański fizyk atmosfery
- 31 maja:
  - Wolfgang Fahrian, niemiecki piłkarz, bramkarz (zm. 2022)
  - Sean Flynn, amerykański aktor, fotoreporter (zm. 1970)
  - Louis Ignarro, amerykański farmakolog pochodzenia włoskiego, laureat Nagrody Nobla
  - Zithulele Patrick Mvemve, południowoafrykański duchowny katolicki, biskup Klerksdorp (zm. 2020)
  - William Nordhaus, amerykański ekonomista pochodzenia żydowskiego, laureat Nagrody Banku Szwecji im. Alfreda Nobla w dziedzinie ekonomii
  - Gabriela Zych, polska działaczka społeczna (zm. 2010)
- 1 czerwca:
  - Toyoo Itō, japoński architekt
  - Marian Jeż, polski polityk, poseł na Sejm kontraktowy
  - Edo de Waart, holenderski dyrygent
- 2 czerwca:
  - Waldemar Bohdanowicz, polski geograf, polityk, prezydent Łodzi
  - Alain Cayzac, francuski przedsiębiorca, działacz piłkarski
  - Stacy Keach, amerykański aktor, reżyser, scenarzysta i producent filmowy
  - Hernando de Soto, peruwiański ekonomista
  - Charlie Watts, brytyjski perkusista, członek zespołu The Rolling Stones (zm. 2021)
- 3 czerwca:
  - Genady Iskhakov, polski aktor, piosenkarz, śpiewak operowy pochodzenia kazachsko-żydowskiego
  - Janusz Muniak, polski muzyk (zm. 2016)
- 4 czerwca:
  - Ekaterina Josifowa, bułgarska poetka i nauczycielka (zm. 2022)
  - Jean-Claude Magnan, francuski florecista
- 5 czerwca:
  - Martha Argerich, argentyńska pianistka
  - Barbara Brylska, polska aktorka
- 6 czerwca – Adolf Gwozdek, polski malarz, grafik, pedagog (zm. 2020)
- 7 czerwca:
  - Blasco Giurato, włoski operator filmowy (zm. 2022)
  - Jaime Laredo, amerykański skrzypek i dyrygent
- 8 czerwca:
  - George Pell, australijski duchowny katolicki, kardynał (zm. 2023)
  - Zygmunt Smalcerz, polski sztangista
- 9 czerwca:
  - Kazimierz Głowacki, polski historyk sztuki i urbanistyki, heraldyk, zabytkoznawca, konserwator zabytków (zm. 2024)
  - Jerzy Gotowała, polski generał
  - Jon Lord, brytyjski kompozytor i pianista (zm. 2012)
  - Antoni Motyczka, polski polityk (zm. 2013)
  - Andrzej Sztolf, polski skoczek narciarski (zm. 2012)
- 10 czerwca:
  - Alicja Grześkowiak, polska polityk
  - Stanisław Maliszewski, polski polityk, poseł na Sejm RP (zm. 2003)
  - Jürgen Piepenburg, niemiecki piłkarz i trener
  - Jürgen Prochnow, niemiecki aktor
- 12 czerwca:
  - Chick Corea, amerykański pianista i kompozytor (zm. 2021)
  - Roy Harper, brytyjski muzyk rockowy i folkowy
  - Antônio Lopes, brazylijski piłkarz, trener
  - Lucille Roybal-Allard, amerykańska polityk, kongreswoman ze stanu Kalifornia
- 13 czerwca:
  - Jonasz (Karpuchin), rosyjski duchowny prawosławny (zm. 2020)
  - Ester Ofarim, izraelska wokalistka
  - Joanna Szczerbic, polska aktorka (zm. 2014)
  - Antonio Tobias, filipiński duchowny katolicki, biskup Novaliches
  - Barry Trost, amerykański chemik, wykładowca akademicki
- 14 czerwca:
  - Jewgienij Frołow, rosyjski bokser
  - John Louis, brytyjski żużlowiec (zm. 2024)
  - Luciano De Paolis, włoski bobsleista
- 15 czerwca:
  - Janusz Bazydło, polski historyk, publicysta, działacz opozycji demokratycznej w PRL
  - Hagen Kleinert, niemiecki fizyk
  - Harry Nilsson, amerykański piosenkarz, kompozytor, pianista i gitarzysta (zm. 1994)
  - Essy Persson, szwedzka aktorka
- 16 czerwca – Tõnu Õim, estoński szachista
- 17 czerwca:
  - Cezary Dąbrowski, ekonomista, polityk, wojewoda pomorski (zm. 2023)
  - Krzysztof Fus, polski aktor i kaskader filmowy
  - Francisco João Silota, mozambicki duchowny katolicki, biskup Chimoio
  - Rıza Türmen, turecki prawnik, dyplomata i polityk
- 18 czerwca:
  - Leszek Długosz, polski aktor, literat, kompozytor i śpiewający poeta (zm. 2024)
  - Elizabeth Franz, amerykańska aktorka
  - Roger Lemerre, francuski piłkarz
- 19 czerwca:
  - Rubens Caetano, brazylijski piłkarz
  - Václav Klaus, czeski polityk, prezydent
  - Ryszard Jacek Żochowski, polski lekarz, polityk, poseł na Sejm RP, minister zdrowia i opieki społecznej (zm. 1997)
- 20 czerwca:
  - Stephen Frears, brytyjski reżyser
  - Dieter Mann, niemiecki aktor (zm. 2022)
  - Ulf Merbold, niemiecki fizyk, astronauta
- 22 czerwca – Michael Lerner, amerykański aktor (zm. 2023)
- 23 czerwca:
  - Tatjana Rodionowa, rosyjska siatkarka
  - January Zaradny, polski gitarzysta, klawiszowiec, kompozytor
- 24 czerwca – Julia Kristeva, francuska językoznawczyni, psychoanalityczka i filozof
- 25 czerwca:
  - Denys Arcand, kanadyjski reżyser
  - Eduardo Benes de Sales Rodrigues, brazylijski duchowny katolicki, arcybiskup metropolita Sorocaby
  - Władysław Skrzypek, polski nauczyciel, mechanik, polityk, samorządowiec, prezydent Włocławka, poseł na Sejm RP (zm. 2019)
- 26 czerwca:
  - Yves Beauchemin, kanadyjski pisarz francuskojęzyczny
  - Takayuki Kuwata, japoński piłkarz
  - Czesław Malec, polski koszykarz (zm. 2018)
  - Tamara Moskwina, rosyjska łyżwiarka figurowa, trenerka
- 27 czerwca:
  - Mike Honda, amerykański polityk pochodzenia japońskiego
  - Krzysztof Kieślowski, polski reżyser (zm. 1996)
  - Joanis Suladakis, grecki inżynier, polityk, eurodeputowany
  - Fevzi Zemzem, turecki piłkarz i trener (zm. 2022)
- 28 czerwca:
  - David Lloyd Johnston, kanadyjski prawnik, polityk, gubernator generalny Kanady
  - Hisao Kami, japoński piłkarz
  - Clifford Luyk, amerykański koszykarz, trener
  - Donald Spoto, amerykański biograf i teolog (zm. 2023)
  - Walentina Tichomirowa, rosyjska lekkoatletka, wieloboistka
- 29 czerwca:
  - Chieko Baisho, japońska aktorka i piosenkarka
  - Margitta Gummel, niemiecka lekkoatletka (zm. 2021)
  - Piotr Stępień, polski rolnik, samorządowiec, polityk, senator RP
  - Jacques Toubon, francuski samorządowiec, polityk, eurodeputowany
- 30 czerwca:
  - Roberto Castrillo, kubański strzelec sportowy
  - Piotr Gutman, polski bokser
  - Gisèle Moreau, francuska działaczka komunistyczna, polityk, eurodeputowana
  - Aleksander Rozenfeld, polski poeta, dziennikarz pochodzenia żydowskiego (zm. 2023)
  - Otto Sander, niemiecki aktor (zm. 2013)
- 1 lipca:
  - Bob Gansler, amerykański piłkarz
  - Alfred Gilman, amerykański fizjolog, laureat Nagrody Nobla (zm. 2015)
  - Myron Scholes, amerykański ekonomista, laureat Nagrody Nobla
- 2 lipca:
  - Mogens Frey, duński kolarz szosowy i torowy
  - Wendell Mottley, trynidadzki lekkoatleta, sprinter, polityk
- 3 lipca:
  - Bernard Drzęźla, polski inżynier górnictwa, polityk, senator RP (zm. 2006)
  - Liamine Zéroual, prezydent Algierii
- 4 lipca:
  - Simion Cuciuc, rumuński kajakarz
  - Tomaž Šalamun, słoweński poeta (zm. 2014)
  - Ryūichi Sugiyama, japoński piłkarz
- 5 lipca:
  - Barbara Frischmuth, austriacka pisarka, scenarzystka, tłumaczka (zm. 2025)
  - Tōru Honda, japoński lekkoatleta, sprinter
  - Garry Kilworth, brytyjski pisarz science fiction i fantasy
  - Epeli Nailatikau, fidżyjski wojskowy, polityk, prezydent Fidżi
- 6 lipca:
  - Czesław Borowicz, polski hokeista, samorządowiec, polityk
  - Pedro Carmona, wenezuelski polityk
  - Fuad Quliyev, azerski polityk, premier Azerbejdżanu
- 7 lipca:
  - Wiktor Agiejew, rosyjski bokser
  - Raimund Bethge, niemiecki lekkoatleta, płotkarz, bobsleista
  - Michael Howard, brytyjski polityk
- 9 lipca:
  - Tadeusz Borowski, polski aktor (zm. 2022)
  - Nancy Farmer, amerykańska pisarka
  - Laura González Álvarez, hiszpańska polityk, eurodeputowana
- 10 lipca:
  - Montserrat Grases, hiszpańska kandydatka na ołtarze (zm. 1959)
  - Karl Hagemann, niemiecki polityk (zm. 2019)
  - Alain Krivine, francuski polityk, trockista, poseł do Parlamentu Europejskiego (zm. 2022)
  - Horst Kubatschka, niemiecki polityk (zm. 2022)
  - Robert Pine, amerykański aktor
  - Philippe Simonnot, francuski ekonomista, dziennikarz, wykładowca akademicki (zm. 2022)
- 11 lipca – Wiesław Niewęgłowski, polski ksiądz katolicki (zm. 2023)
- 12 lipca:
  - Janusz Grzelak, polski psycholog (zm. 2025)
  - Jechi’el Leket, izraelski polityk, przewodniczący Światowej Organizacji Syjonistycznej
- 13 lipca – Luis Alberto Lacalle, prezydent Urugwaju
- 14 lipca – Andreas Khol, polityk austriacki
- 15 lipca – Archie Clark, amerykański koszykarz
- 16 lipca:
  - Damian Damięcki, polski aktor
  - François Lapierre, kanadyjski duchowny katolicki
  - Karl Stetter, niemiecki mikrobiolog
  - Dag Solstad, prozaik norweski (zm. 2025)
  - Hans Wiegel, holenderski polityk (zm. 2025)
  - Marek Wortman, polski reżyser filmowy i teatralny (zm. 2020)
- 17 lipca:
  - Klaus Masseli, polski piłkarz, bramkarz
  - Paula Shaw, amerykańska aktorka
  - Bogumiła Stawowska, polska strzelczyni sportowa
- 18 lipca:
  - Karl von Wogau, niemiecki polityk i prawnik
  - Frank Farian, niemiecki muzyk i producent muzyczny (zm. 2024)
  - Martha Reeves, amerykańska piosenkarka
- 19 lipca:
  - Natalija Biessmiertnowa (ros. Ната́лия И́горевна Бессме́ртнова), rosyjska primabalerina (zm. 2008)
  - Neelie Kroes, holenderska ekonomistka i polityk
  - Maurice Piat, maurytyjski duchowny katolicki, biskup Port Louis, kardynał
- 20 lipca:
  - Claudio Maria Celli, włoski duchowny katolicki, arcybiskup, przewodniczący Papieskiej Rady ds. Środków Społecznego Przekazu
  - Ludmiła Czursina, rosyjska aktorka
  - Bronius Pauža, litewski polityk
  - Vladimir Veber, mołdawski piłkarz, bramkarz, trener pochodzenia rosyjskiego
- 21 lipca:
  - Włodzimierz Doroszkiewicz, polski biolog
  - Diogo Freitas do Amaral, portugalski prawnik, polityk, p.o. premiera Portugalii (zm. 2019)
- 22 lipca:
  - Ole Jørgen Benedictow, norweski historyk
  - George Clinton, amerykański wokalista i muzyk funkowy
  - Elizabeth Jeffreys, brytyjska historyk, bizantynolog (zm. 2023)
  - Thorwald Proll, niemiecki lewicowy działacz ruchu studenckiego, pisarz
  - Stanisław Woronowicz, polski fizyk, matematyk
- 23 lipca:
  - Pierre Agostini, francusko-amerykański fizyk eksperymentalny, laureat Nagrody Nobla
  - Flora Kərimova, azerska piosenkarka, aktorka
  - Ove Lestander, szwedzki biegacz narciarski
  - Héctor Julio López Hurtado, kolumbijski duchowny katolicki, biskup Girardot
  - Sergio Mattarella, włoski prawnik, polityk, prezydent Włoch
- 24 lipca:
  - Tadeusz Chojnacki, polski trener siatkówki
  - Jacek Krywult, polski polityk, samorządowiec, prezydent Bielska-Białej (zm. 2023)
- 25 lipca:
  - Mircea Druc, mołdawski ekonomista, filolog, polityk, premier Mołdawii
  - Alberto Michelini, włoski dziennikarz, publicysta, polityk, eurodeputowany
  - Nate Thurmond, amerykański koszykarz (zm. 2016)
- 26 lipca – Günther Meier, niemiecki bokser (zm. 2020)
- 27 lipca:
  - John Corriveau, kanadyjski duchowny katolicki, biskup Nelson
  - Johannes Fritsch, niemiecki kompozytor i altowiolista (zm. 2010)
  - Halina Kowalska, polska aktorka
- 28 lipca:
  - Peter Cullen, kanadyjski aktor głosowy
  - Riccardo Muti, włoski dyrygent
- 29 lipca:
  - Randall Collins, amerykański socjolog
  - David Warner, brytyjski aktor (zm. 2022)
- 30 lipca:
  - Paul Anka, kanadyjski piosenkarz, autor piosenek pochodzenia libańskiego
  - Jean-Louis Comolli, francuski reżyser, scenarzysta i krytyk filmowy (zm. 2022)
  - Kostiantyn Tyszczenko, ukraiński językoznawca, poliglota, pedagog (zm. 2023)
- 31 lipca:
  - Jacek Ambroziak, polski prawnik
  - Edílson, brazylijski piłkarz (zm. 2024)
  - Matthew F. Leonetti, amerykański reżyser filmowy i telewizyjny, fotograf pochodzenia włoskiego
- 1 sierpnia – Jordi Savall, hiszpański muzyk i kompozytor
- 2 sierpnia:
  - Jules Hoffmann, francuski immunolog, laureat Nagrody Nobla
  - Jakow Murej, izraelski szachista
  - Nicolae Neagoe, rumuński bobsleista (zm. 2023)
  - Fabio Testi, włoski aktor, kaskader
- 3 sierpnia:
  - Hage Geingob, namibijski polityk, prezydent Namibii (zm. 2024)
  - Marian Grzęda, polski historyk i politolog
  - Grzegorz Rosiński, polski rysownik komiksowy, grafik i malarz
  - Martha Stewart, amerykańska prezenterka telewizyjna
- 4 sierpnia
  - Quincey Daniels, amerykański bokser
  - Kaija Mustonen, fińska łyżwiarka szybka
  - Ted Strickland, amerykański polityk
- 5 sierpnia:
  - Jan Gomola, polski piłkarz, bramkarz (zm. 2022)
  - Ewa Kamas(inne języki), polska aktorka
  - Leonid Kizim, radziecki generał pułkownik lotnictwa, kosmonauta (zm. 2010)
  - Airto Moreira, brazylijski perkusista jazzowy, członek zespołu Weather Report
- 7 sierpnia:
  - Franco Columbu, amerykański kulturysta, strongman, trójboista siłowy, aktor pochodzenia włoskiego (zm. 2019)
  - Bob Etheridge, amerykański polityk
- 8 sierpnia:
  - Renate Blank, niemiecka polityk (zm. 2021)
  - José Geraldo da Cruz, brazylijski biskup rzymskokatolicki (zm. 2022)
- 9 sierpnia:
  - Alfred V. Aho, kanadyjski fizyk, elektrotechnik, teoretyk informatyki
  - Peter Hartz, niemiecki menedżer
  - Anna Koławska, polska aktorka
- 10 sierpnia:
  - Anita Lonsbrough, brytyjska pływaczka
  - Bernard Moras, indyjski duchowny katolicki
- 11 sierpnia:
  - Ałła Kusznir, izraelska szachistka pochodzenia rosyjskiego (zm. 2013)
  - Miquel Mayol, kataloński prawnik, polityk
  - Anne-Marie Sigmund, austriacka prawnik, bizneswoman
- 12 sierpnia:
  - Gerda Bryłka-Krajciczek, polska gimnastyczka
  - Dimityr Jakimow, bułgarski piłkarz
  - Edwin Roberts, trynidadzko-tobagijski lekkoatleta
  - Pär Stenbäck, fiński polityk i działacz społeczny
- 13 sierpnia – Ihor Kulczycki, ukraiński piłkarz
- 14 sierpnia:
  - Mario Ceccobelli, włoski duchowny katolicki, biskup Gubbio
  - Lynne Cheney, amerykańska druga dama
  - David Crosby, amerykański muzyk folkowy (zm. 2023)
- 15 sierpnia:
  - Manolis Mavrommatis, grecki dziennikarz sportowy, polityk
  - Laura Mulvey, angielska reżyserka i producentka
  - Nangolo Mbumba, namibijski polityk
- 16 sierpnia – Théoneste Bagosora, rwandyjski pułkownik, polityk, organizator rzezi Tutsi (zm. 2021)
- 17 sierpnia:
  - Lothar Bisky, niemiecki polityk (zm. 2013)
  - Ibraham Babangida, nigeryjski polityk i wojskowy
  - Gilbert Clain, rzeźbiarz francuski (zm. 2021)
  - Luigi Stucchi, włoski duchowny katolicki, biskup pomocniczy Mediolanu (zm. 2022)
- 18 sierpnia:
  - Muhammad al-Ghannuszi, tunezyjski polityk, premier Tunezji
  - Helmut Kajzar, polski reżyser teatralny, dramaturg, eseista (zm. 1982)
  - Gerald Kicanas, amerykański duchowny katolicki pochodzenia libańskiego, biskup Tucson, administrator apostolski Las Cruces
  - Tadeusz Olszewski, polski poeta, krytyk literacki, dziennikarz, podróżnik (zm. 2020)
  - Boris Sieriebriakow, rosyjski seryjny morderca (zm. 1971)
  - Beniamino Stella, włoski kardynał, nuncjusz apostolski
- 19 sierpnia:
  - Jim Airey, australijski żużlowiec
  - Ewa Ciepiela, polska aktorka (zm. 2024)
- 20 sierpnia:
  - Patrick Bedard, amerykański kierowca wyścigowy
  - Dave Brock(inne języki), brytyjski piosenkarz, lider zespołu Hawkwind
  - Jacques Cheminade, francuski polityk
  - Slobodan Milošević, serbski polityk, prezydent Serbii i Jugosławii (zm. 2006)
- 21 sierpnia:
  - Jackie DeShannon, amerykańska piosenkarka popowa
  - José Guadalupe Galván Galindo, meksykański duchowny katolicki, biskup diecezji Torreón (zm. 2022)
  - Alberto Mario González, argentyński piłkarz
  - Stefan Pastuszka, polski historyk, polityk, senator (zm. 2019)
  - Wojciech Radomski, polski inżynier
  - Nina Smolar, polska biochemik, wydawca
  - Jerzy Zawadzki, polski chemik (zm. 2021)
- 22 sierpnia:
  - Kelvin Hopkins, brytyjski polityk
  - Barry Jackson, brytyjski lekkoatleta, sprinter
  - Andrzej Jerzy Zakrzewski, polski historyk, dziennikarz, polityk, minister kultury i dziedzictwa narodowego (zm. 2000)
- 23 sierpnia:
  - Rafael Albrecht, argentyński piłkarz (zm. 2021)
  - Michał Jagiełło, polski pisarz, taternik, alpinista, przewodnik tatrzański, ratownik TOPR (zm. 2016)
- 24 sierpnia:
  - Stefan Krajewski, polski ekonomista, polityk, wojewoda łódzki
  - Hans-Georg Reimann, niemiecki lekkoatleta
- 25 sierpnia:
  - Holger Bech Nielsen, duński fizyk
  - Mario Corso, włoski piłkarz (zm. 2020)
  - Angelo Domenghini, włoski piłkarz
  - Ivan Fiala, słowacki taternik i alpinista (zm. 2018)
  - Vincent Landel, francuski duchowny katolicki, arcybiskup Rabatu
  - Andrzej Libik, polski profesor nauk rolniczych
  - Ryszard Łaszewski, polski profesor nauk prawnych (zm. 2022)
- 26 sierpnia:
  - Barbara Ehrenreich, amerykańska dziennikarka, pisarka, aktywistka polityczna (zm. 2022)
  - Jane Merrow, brytyjska aktorka
  - Barbet Schroeder, francuski reżyser, scenarzysta i producent filmowy pochodzenia szwajcarskiego
  - Akiko Wakabayashi, japońska aktorka
- 27 sierpnia:
  - Christian von Alvensleben, niemiecki fotograf
  - Trevor Colman, brytyjski polityk (zm. 2022)
  - Eugeniusz Mielcarek,  polski działacz studencki
  - Bohdan Stupka, ukraiński aktor, polityk, minister kultury (zm. 2012)
- 28 sierpnia:
  - Nisse Andersson, szwedzki trener piłkarski
  - Ewa Kralkowska, polski polityk, lekarz, posłanka na Sejm RP, wiceminister
  - Wiesław Łuka, polski prozaik
  - John Marshall, brytyjski perkusista (zm. 2023))
- 29 sierpnia:
  - Ellen Geer, amerykańska aktorka
  - Ole Ritter, duński kolarz
- 30 sierpnia:
  - Héctor Sabatino Cardelli, argentyński duchowny katolicki, biskup San Nicolás de los Arroyos (zm. 2022)
  - Nelson Xavier, brazylijski aktor, reżyser i scenarzysta filmowy (zm. 2017)
- 31 sierpnia – Jacek Niwelt, polski skrzypek (zm. 2022)
- 1 września:
  - Aleksandra Korwin-Szymanowska, polska psycholog, wykładowczyni akademicka
  - Julia Varady, niemiecka śpiewaczka operowa
- 2 września:
  - Stefan Friedmann, polski aktor
  - Ałła Kolesnikowa, radziecka lekkoatletka, biegaczka
  - John Thompson, amerykański koszykarz i trener (zm. 2020)
  - Andrzej Załucki, polski polityk, dyplomata
- 3 września:
  - Stan Borys, polski piosenkarz, kompozytor, aktor i poeta
  - Horst Gnas, niemiecki kolarz
- 4 września:
  - Sushil Kumar Shinde, indyjski polityk
  - José de Jesús Martínez Zepeda, meksykański duchowny katolicki, biskup Irapuato
  - Petr Král, czeski poeta (zm. 2020)
  - Aleksandyr Szałamanow, bułgarski piłkarz i narciarz alpejski (zm. 2021)
- 5 września – Enrico Beruschi, włoski kabareciarz, aktor, piosenkarz
- 6 września:
  - Wilfried Härle, niemiecki teolog luterański
  - Rudie Liebrechts, holenderski łyżwiarz szybki
  - Gloria Negrete McLeod, amerykańska polityk
  - Gerry Ward, amerykański koszykarz
  - Phil Johnson, amerykański trener koszykarski
- 7 września:
  - Władysław Henzel, polski pułkownik (zm. 2023)
  - György Mezey, węgierski piłkarz, trener
  - László Surján, węgierski lekarz, polityk
- 8 września:
  - Zdeněk Groessl, czeski siatkarz, trener, działacz sportowy (zm. 2023)
  - Bernie Sanders, amerykański polityk, senator ze stanu Vermont
- 9 września – Otis Redding, afroamerykański piosenkarz (zm. 1967)
- 10 września:
  - Christopher Hogwood, brytyjski dyrygent (zm. 2014)
  - Jozef Koršala, słowacki taternik, alpinista, przewodnik tatrzański i ratownik górski (zm. 2019)
  - Wojciech Pawłowski, polski lekarz internista, polityk, senator RP (zm. 2012)
- 11 września:
  - Garri Bardin, rosyjski reżyser i scenarzysta filmowy, aktor głosowy
  - Marcello Dell’Utri, włoski prawnik, polityk, eurodeputowany
  - Willi Fuggerer, niemiecki kolarz (zm. 2015)
  - Pedro Marset Campos, hiszpański lekarz, wykładowca akademicki, polityk, eurodeputowany (zm. 2024)
- 12 września:
  - Pantelejmon (Dołganow), rosyjski biskup prawosławny
  - Munawar Mansurchodżajew, tadżycki reżyser filmowy (zm. 2021)
  - Wiktor Putiatin, rosyjski florecista (zm. 2021)
- 13 września:
  - Tadao Andō (jap. 安藤忠雄), architekt japoński, laureat Nagrody Pritzkera
  - Wolf Klinz, niemiecki polityk
  - David Clayton-Thomas, kanadyjski muzyk
  - Ahmet Necdet Sezer, turecki polityk
  - Ed Roberts, amerykański informatyk (zm. 2010)
- 14 września:
  - Arlette Farge, francuska historyk, wykładowczyni akademicka
  - Héctor Guerrero Córdova, meksykański duchowny katolicki, prałat terytorialny Mixes
- 15 września:
  - Mirosław Hermaszewski, polski pilot i kosmonauta (zm. 2022)
  - Józef Jarmuła, polski żużlowiec (zm. 2025)
  - Andrzej Kwiatkowski, polski dziennikarz, rolnik, poligraf
  - Jurij Norsztein, rosyjski twórca filmów animowanych
  - Irena Szczurowska, polska aktorka
  - Wiktor Zubkow, rosyjski ekonomista i polityk
- 16 września:
  - Richard Perle, amerykański politolog
  - Jan Sylwestrzak, polski dziennikarz i polityk (zm. 2018)
- 17 września:
  - Marie-Claude Charmasson, francuska uczestniczka wyścigów samochodowych
  - Nils Arne Eggen, norweski piłkarz, trener (zm. 2022)
- 18 września:
  - Gerry Bamman, amerykański aktor
  - Petyr Krumow, bułgarski zapaśnik
  - Bobby Tambling, angielski piłkarz
- 19 września:
  - Umberto Bossi, włoski polityk
  - Gérard Corbiau, belgijski reżyser i scenarzysta filmowy
  - Cass Elliot, amerykańska piosenkarka (zm. 1974)
  - Sherry Ortner, amerykańska antropolog
  - Daan Schrijvers, holenderski piłkarz (zm. 2018)
  - Mirosław Wieprzewski, polski aktor
- 20 września:
  - Dale Chihuly, amerykański rzeźbiarz
  - Constantin Ciucă, rumuński bokser
  - Humphry Knipe, południowoafrykański pisarz, scenarzysta filmowy (zm. 2023)
  - Gerhard Körner, niemiecki piłkarz, trener
  - Philipp Vandenberg, niemiecki pisarz
- 21 września:
  - Wiesław Bernolak, polski kompozytor, gitarzysta i pianista
  - Robert James Woolsey, amerykański funkcjonariusz służb specjalnych
- 22 września:
  - José Carlos, portugalski piłkarz (zm. 2025)
  - José Luis García Sánchez, hiszpański reżyser, scenarzysta i producent filmowy
  - Cesare Salvadori, włoski szablista (zm. 2021)
  - Anna Tomowa-Sintow, bułgarska śpiewaczka operowa (sopran)
- 23 września:
  - Wojciech Alaborski, polski aktor (zm. 2009)
  - Luis Durnwalder, włoski polityk
  - Włodzimierz Kiernożycki, polski inżynier, samorządowiec, prezydent Gorzowa Wielkopolskiego
  - Navanethem Pillay, południowoafrykańska prawniczka
- 24 września:
  - Vittore Gottardi, szwajcarski piłkarz (zm. 2015)
  - Piotr Obrączka, polski literaturoznawca
- 25 września:
  - Diego Coletti, włoski duchowny katolicki, biskup Como
  - Roman Kurzbauer, polski lekarz, polityk mniejszości niemieckiej, poseł na Sejm RP (zm. 2024)
  - Luciano Violante, włoski prawnik, polityk
- 26 września:
  - Salvatore Accardo, włoski skrzypek, dyrygent
  - Martine Beswick, brytyjska aktorka i modelka
- 27 września:
  - Peter Bonetti, angielski piłkarz, bramkarz (zm. 2020)
  - Roger Claessen, belgijski piłkarz (zm. 1982)
  - Wiesław Pietrzak, polski pułkownik dyplomowany, polityk, senator RP
- 28 września:
  - Maciej Nowicki, polski ekolog, polityk, minister środowiska
  - Edmund Stoiber, niemiecki polityk
  - Lucas Van Looy, belgijski duchowny katolicki, biskup Gandawy
- 29 września:
  - Hans-Jochen Jaschke, niemiecki duchowny katolicki, biskup pomocniczy Hamburga (zm. 2023)
  - Jutta Stöck, niemiecka lekkoatletka, sprinterka
- 30 września:
  - Paul Bremer, amerykański administrator
  - Kamalesh Sharma, indyjski dyplomata
  - Reine Wisell, szwedzki kierowca wyścigowy (zm. 2022)
- 1 października:
  - Lars Knutzon, duński aktor, reżyser filmowy
  - Wiaczesław Wiedienin, rosyjski biegacz narciarski (zm. 2021)
- 2 października:
  - Michael Campbell, brytyjski duchowny katolicki, biskup Lancaster
  - Jusuf al-Jusufi, algierski polityk, premier Algierii
- 3 października:
  - Andrea de Adamich, amerykański kierowca wyścigowy
  - Chubby Checker, amerykański piosenkarz
  - Ruggero Raimondi, włoski śpiewak
- 4 października:
  - Anne Rice, amerykańska pisarka (zm. 2021)
  - Robert Wilson, amerykański reżyser (zm. 2025)
  - Ivan Dieška, słowacki taternik, alpinista i autor literatury górskiej (zm. 2006)
- 5 października:
  - Eduardo Duhalde, argentyński polityk
  - Wojciech Hanc, polski duchowny katolicki, teolog (zm. 2021)
  - Helena Majdaniec, polska piosenkarka (zm. 2002)
- 6 października:
  - Rolf Krüsmann, niemiecki lekkoatleta
  - John Nicholson, nowozelandzki kierowca wyścigowy (zm. 2017)
  - Roman Franciszek Strzałkowski, polski piłkarz (zm. 1977)
- 7 października:
  - Giuseppe Guerrini, włoski duchowny katolicki, biskup Saluzzo
  - Manuel Pelino, portugalski duchowny katolicki, biskup Santarém
- 8 października:
  - Jesse Jackson, amerykański polityk
  - Edzard Schmidt-Jortzig, niemiecki prawnik, nauczyciel akademicki i polityk
- 9 października:
  - Giancarlo Bercellino, włoski piłkarz
  - Trent Lott, amerykański polityk, senator ze stanu Missisipi
  - Chucho Valdés, kubański pianista, członek zespołu Irakere
- 10 października:
  - Peter Coyote, amerykański aktor
  - Jacob Nena, mikronezyjski polityk, gubernator stanu Kosrae, prezydent Mikronezji (zm. 2022)
- 11 października:
  - Andrzej Matczewski, polski ekonomista, wykładowca akademicki
  - Desmond Piper, australijski hokeista na trawie
  - Ladislav Šedivý, słowacki taternik, alpinista, przewodnik tatrzański i ratownik górski
  - Charles Shyer, amerykański reżyser, scenarzysta i producent filmowy (zm. 2024)
  - Jan Świrepo, polski przedsiębiorca, polityk, poseł na Sejm RP
- 12 października:
  - Tadeusz Chmielniak, polski inżynier, specjalista w dziedzinie maszyn cieplnych, wykładowca akademicki
  - André Gahinet, francuski kierowca wyścigowy
  - Peter Naumann, niemiecki żeglarz sportowy (zm. 2024)
- 13 października – Paul Simon, amerykański piosenkarz i kompozytor
- 14 października:
  - Peter Ducke, niemiecki piłkarz
  - Roger Taylor, brytyjski tenisista
  - Teresa Trzeciak, polska towaroznawczyni, nauczycielka akademicka, działaczka hospicyjna (zm. 2019)[1][2]
- 15 października:
  - Wojciech Ziemba, polski duchowny katolicki (zm. 2021)
  - Ali Khalif Galaid, somalijski polityk, premier Somalii (zm. 2020)
- 16 października:
  - Mel Counts, amerykański koszykarz
  - Teresa Kulak, polska historyk
- 17 października – Algirdas Gaižutis, litewski filozof, kulturoznawca, wykładowca akademicki
- 18 października:
  - Billy Cox, członek zespołów Band of Gypsys, The Jimi Hendrix Experience, Gypsy Sun and Rainbows
  - Leo Murphy Drona, filipiński duchowny katolicki
- 19 października:
  - Eddie Daniels, amerykański muzyk
  - Margareta Kępińska Jakobsen, polska prawniczka i działaczka społeczna
  - Pepetela, angolski pisarz
- 20 października:
  - Mike Murphy, irlandzki dziennikarz i prezenter telewizyjny, konferansjer
  - Lucio Stanca, włoski ekonomista, menedżer, polityk
- 21 października:
  - Edson Borracha, brazylijski piłkarz, bramkarz
  - Steve Cropper, amerykański gitarzysta
  - Marcell Jankovics, węgierski reżyser filmowy, animator (zm. 2021)
  - Andrzej Koch, polski prawnik
  - Jan Pakulski, polski historyk, wykładowca akademicki (zm. 2008)
  - Hans Szyc, polski polityk, poseł na Sejm RP (zm. 2022)
- 22 października:
  - Evaristo Carvalho, polityk z Wysp Świętego Tomasza i Książęcej, premier i prezydent (zm. 2022)
  - Janusz Niemiec, polski inżynier i działacz społeczny
  - Stanisław Szado, polski bokser (zm. 2024)
  - Anna Strumińska, polska malarka (zm. 1990)
- 23 października:
  - Lawrence Foster, amerykański dyrygent
  - Gerhard Gleich, austriacki artysta plastyk, pedagog
  - Veronica Hardstaff, brytyjska nauczycielka, działaczka samorządowa, polityk
  - René Metge, francuski kierowca wyścigowy i rajdowy (zm. 2024)
  - Igor Smirnow, mołdawski polityk, prezydent Naddniestrza
- 24 października:
  - Peter Takeo Okada, japoński duchowny katolicki, arcybiskup Tokio (zm. 2020)
  - Ulis Williams, amerykański lekkoatleta, sprinter
- 25 października:
  - Kim Hye-ja, południowokoreańska aktorka
  - Helen Reddy, australijska piosenkarka i aktorka (zm. 2020)
  - Sławomir Szewiński, polski lekkoatleta
  - Anne Tyler, amerykańska pisarka
  - Dave Weill, amerykański lekkoatleta, dyskobol
- 26 października:
  - Anna Borucka-Cieślewicz, polska polityk, nauczyciel akademicki, posłanka na Sejm RP
  - Torgeir Brandtzæg, norweski skoczek narciarski
- 27 października:
  - Paul Maruyama, amerykański judoka pochodzenia japońskiego
  - Jesús Esteban Sádaba Pérez, hiszpański duchowny katolicki, wikariusz apostolski Aguarico w Ekwadorze
- 28 października:
  - Jean Gardin, francuski duchowny katolicki, biskup Impfondo w Kongo
  - Vasile Gergely, rumuński piłkarz pochodzenia węgierskiego
  - Antonio Iodice, włoski politolog, nauczyciel akademicki, polityk, eurodeputowany
  - Zbigniew Jakubiec, polski biolog, wykładowca akademicki
  - Hank Marvin, brytyjski gitarzysta, członek zespołu The Shadows
- 29 października:
  - Karen Cushman, amerykańska pisarka
  - Yvon-Joseph Moreau, kanadyjski duchowny katolicki, biskup Sainte-Anne-de-la-Pocatière
  - Peter Pelikan, austriacki architekt
- 30 października:
  - Weronika Budny, polska biegaczka narciarska
  - Theodor Hänsch, niemiecki fizyk, laureat Nagrody Nobla
- 31 października:
  - Derek Bell, brytyjski kierowca wyścigowy
  - Teresa Dębowska-Romanowska, polska prawnik, wykładowczyni akademicka, sędzia Trybunału Stanu i Trybunału Konstytucyjnego
  - Lucious Jackson, amerykański koszykarz (zm. 2022)
  - Sally Kirkland, amerykańska aktorka
  - Barbara Łękawa, polska inżynier, działaczka katolicka, polityk, senator RP
  - Abel Matutes, hiszpański i balearski polityk, prawnik, samorządowiec oraz przedsiębiorca
  - Maria Władysława Piotrowska, polska piłkarka ręczna (zm. 2008)
  - Miroslav Verner, czeski archeolog, egiptolog
- 1 listopada:
  - Joe Caldwell, amerykański koszykarz
  - Steen Christensen, duński żeglarz sportowy
  - Uffe Ellemann-Jensen, duński ekonomista, polityk (zm. 2022)
  - Robert Foxworth, amerykański aktor
  - Edith Zimmermann, austriacka narciarka alpejska
- 2 listopada:
  - Hugh Cavendish, brytyjski arystokrata, posiadacz ziemski, polityk
  - Rolf Fieguth, niemiecki slawista, germanista, tłumacz, wykładowca akademicki
  - Jerzy Osiatyński, polski ekonomista, polityk, minister finansów, poseł na Sejm RP (zm. 2022)
  - Steven M. Stanley, amerykański geolog, paleontolog, biolog ewolucyjny, wykładowca akademicki
  - Mario Trevi, włoski aktor, piosenkarz
- 3 listopada:
  - Jean-Paul Costa, francuski prawnik, przewodniczący ETPC (zm. 2023)
  - António Vitalino Dantas, portugalski duchowny katolicki, biskup Beja
  - Ikuo Matsumoto, japoński piłkarz
  - Elías Muñoz, meksykański piłkarz, trener
- 4 listopada:
  - Ada Gabrieljan, ormiańska malarka
  - Luciano Pacomio, włoski duchowny katolicki, biskup Mondovi
  - Karol Sawicki, polski dziennikarz, filolog, germanista
- 5 listopada:
  - Art Garfunkel, amerykański piosenkarz i kompozytor
  - Romuald Kmiecik, polski prawnik i kryminalistyk
  - Włodzimierz Nahorny, polski muzyk jazzowy
- 7 listopada:
  - Marieke Sanders-ten Holte, holenderska prawnik, polityk
  - Angelo Scola, włoski duchowny katolicki, arcybiskup Mediolanu, kardynał
- 8 listopada:
  - Julian Antonisz, polski twórca filmów animowanych (zm. 1987)
  - Alfred Bielewicz, polski lekarz, polityk, Sejm kontraktowy
  - Daniel Bohan, kanadyjski duchowny katolicki (zm. 2016)
  - Krzysztof Brożek, polski lekarz, badacz historii medycyny
- 9 listopada:
  - Harald Berg, norweski piłkarz, trener
  - Carlos Carvalhas, portugalski polityk
- 10 listopada:
  - Ryszard Długosz, polski zapaśnik
  - Géza Jeszenszky, węgierski historyk, polityk, dyplomata
- 11 listopada:
  - Helga Niessen Masthoff, niemiecka tenisistka
  - Jorge Raúl Solari, argentyński piłkarz, trener
- 12 listopada:
  - Alfonso Bustamante(inne języki), peruwiański przedsiębiorca, polityk, premier Peru
  - Cristina Peri Rossi, urugwajska pisarka, poetka
- 13 listopada:
  - Eberhard Diepgen, niemiecki polityk
  - Joseph Lee Galloway, amerykański dziennikarz, korespondent wojenny, publicysta i felietonista (zm. 2021)
  - Marie Rottrová, czeska piosenkarka, pianistka, kompozytorka i tekściarka
  - Karol Węglarzy, polski polityk, zootechnik
- 14 listopada – Caza, francuski rysownik komiksowy
- 16 listopada:
  - Andrzej Gościniak, polski samorządowiec, przewodniczący Sejmiku Województwa Śląskiego
  - Sebastian Koszut, polski duchowny katolicki, działacz opozycji antykomunistycznej pochodzenia słowackiego
- 17 listopada – James Bregman, amerykański judoka
- 18 listopada – David Hemmings, brytyjski aktor, reżyser i producent filmowy (zm. 2003)
- 19 listopada:
  - Iwanka Christowa, bułgarska lekkoatletka (zm. 2022)
  - Dan Haggerty, amerykański aktor (zm. 2016)
  - Tommy Thompson, amerykański polityk
- 20 listopada:
  - John Darnton, amerykański pisarz, dziennikarz
  - Rafał Karpiński, polski historyk, urzędnik państwowy, dyplomata
  - Gary Karr, amerykański kontrabasista (zm. 2025)
- 21 listopada:
  - İdil Biret, turecka pianistka
  - Juliet Mills, angielska aktorka
  - Michał Tymowski, polski historyk
- 22 listopada:
  - Tom Conti, szkocki aktor
  - Javier Vargas, meksykański piłkarz, bramkarz
- 23 listopada:
  - Derek Mahon, północnoirlandzki poeta (zm. 2020)
  - Franco Nero, włoski aktor
- 24 listopada:
  - Abd al-Kadir Bensalah, algierski polityk, p.o. prezydenta Algierii (zm. 2021)
  - Pete Best, brytyjski perkusista
  - Pino Donaggio, włoski kompozytor
  - Donald Dunn, amerykański basista (zm. 2012)
  - Josef Motzfeldt, grenlandzki polityk
  - Ricardo Piglia, argentyński pisarz i scenarzysta (zm. 2017)
- 25 listopada:
  - Jean-Michel di Falco, francuski duchowny katolicki, biskup Gap
  - Ahmad Szafik, egipski wojskowy i polityk
  - Gerald Seymour, brytyjski pisarz
- 26 listopada:
  - Helga Čočková, czeska aktorka
  - Henryk Czembor, polski duchowny ewangelicko-reformowany, teolog, historyk, wykładowca akademicki, prozaik, poeta
  - Ladislav Frej, czeski aktor
  - Luigi Negri, włoski duchowny katolicki, arcybiskup Ferrara-Comacchio (zm. 2021)
- 27 listopada:
  - Aimé Jacquet, francuski piłkarz, trener
  - Tom Morga, amerykański aktor, kaskader
- 28 listopada:
  - Laura Antonelli, włoska aktorka (zm. 2015)
  - Joke Swiebel, holenderska działaczka społeczna, polityk, eurodeputowana
  - Maawija uld Sid’Ahmad Taja, maureatański wojskowy, polityk, premier i prezydent Mauretanii
- 29 listopada:
  - Bill Freehan, amerykański baseballista (zm. 2021)
  - Stefan Reisch, niemiecki piłkarz, trener
- 30 listopada – Ali Hasan al-Madżid, iracki wojskowy (zm. 2010)
- 1 grudnia:
  - Federico Faggin, amerykański fizyk, inżynier elektronik pochodzenia włoskiego
  - Álvaro Laborinho Lúcio, portugalski prawnik, wykładowca akademicki, polityk
- 2 grudnia:
  - Ahn Jung-hyo, południowokoreański pisarz, tłumacz (zm. 2023)
  - Bożena Kania, polska lekkoatletka, wieloboistka (zm. 2014)
  - Jörg Neumann, niemiecki lekkoatleta, płotkarz
- 3 grudnia:
  - Barbara Frączek, polska polityk, lekarka, posłanka na Sejm I i III kadencji (zm. 2023)
  - Mary Alice Smith, amerykańska aktorka (zm. 2022)
  - Ian Uttley, nowozelandzki rugbysta (zm. 2015)
- 4 grudnia – Marty Riessen, amerykański tenisista
- 5 grudnia:
  - Péter Balázs, węgierski polityk
  - Jan Pieniądz, polski polityk, nauczyciel, poseł na Sejm II kadencji (zm. 2018)
- 6 grudnia:
  - Jerzy Krzystolik, polski piłkarz, lekarz
  - Bruce Nauman, amerykański artysta konceptualny
  - Leon Russom, amerykański aktor
- 7 grudnia:
  - Edward Auer, amerykański pianista
  - Janusz Bukowski, polski aktor i reżyser (zm. 2005)
  - Johnny Schuth, francuski piłkarz, bramkarz
- 8 grudnia:
  - Bogdan Dziworski, polski operator filmowy
  - Geoff Hurst, angielski piłkarz
  - Krystyna Sienkiewicz, polska polityk
- 9 grudnia:
  - Beau Bridges, amerykański aktor
  - Józef Broda, polski pedagog, folklorysta
  - Yoshiko Matsumura, japońska siatkarka
- 10 grudnia:
  - Fionnula Flanagan, irlandzka aktorka
  - Kyū Sakamoto, japoński piosenkarz i aktor (zm. 1985)
- 11 grudnia:
  - Max Baucus, amerykański polityk, senator ze stanu Montana
  - Gertruda Szumska, polska nauczycielka, polityk, posłanka na Sejm RP
- 12 grudnia:
  - Luis Felipe Gallardo Martín del Campo, meksykański duchowny katolicki, biskup Veracruz
  - Tim Hauser, amerykański wokalista jazzowy (zm. 2014)
  - Nikołaj Osianin, rosyjski piłkarz, trener (zm. 2022)
  - Witalij Sołomin, rosyjski aktor (zm. 2002)
- 13 grudnia:
  - Jean Roatta, francuski samorządowiec, polityk
  - Catherine Tasca, francuska polityk
  - Ulla Wiesner, niemiecka piosenkarka, aktorka
- 14 grudnia:
  - Jim Boyce, australijski rugbysta i historyk
  - Stewart Boyce, australijski rugbysta i lekarz
  - Semi Nuoranen, fiński piłkarz
- 15 grudnia:
  - Jorma Kinnunen, fiński lekkoatleta, oszczepnik (zm. 2019)
  - Antoni Kopaczewski, polski samorządowiec, działacz opozycji antykomunistycznej (zm. 2014)
- 16 grudnia:
  - Gloria Kossak, polska malarka, poetka, kierowca rajdowy (zm. 1991)
  - Peter Rock, niemiecki piłkarz (zm. 2021)
- 17 grudnia:
  - Yasuo Hori, japoński esperantysta
  - Leszek Lackorzyński, polski prawnik, prokurator, polityk, senator RP (zm. 2019)
  - Henryk Pieczul, polski artysta fotograf
- 18 grudnia
  - Jan Kowalczyk, polski jeździec (zm. 2020)
  - Horst Krause, niemiecki aktor
- 19 grudnia:
  - Miguelina Cobián, kubańska lekkoatletka, sprinterka (zm. 2019)
  - Lee Myung-bak, południowokoreański polityk
  - Maurice White, amerykański piosenkarz, muzyk, producent muzyczny, aranżer, współzałożyciel oraz lider zespołu Earth, Wind & Fire (zm. 2016)
- 20 grudnia
  - Luciano Sgheiz, włoski wioślarz
  - Herbert Szafraniec, polski psycholog, tłumacz, polityk, poseł na Sejm RP (zm. 2013)
- 21 grudnia – Song Sang-hyun, południowokoreański prawnik
- 22 grudnia:
  - Stephen Blaire, amerykański duchowny katolicki, biskup Stockton (zm. 2019)
  - Gerard Hanna, australijski duchowny katolicki, biskup Wagga Wagga
  - Antonio Ortega Franco, meksykański duchowny katolicki, biskup pomocniczy Meksyku (zm. 2022)
  - M. Stanley Whittingham, brytyjski chemik, laureat Nagrody Nobla
- 24 grudnia:
  - Hans Eichel, niemiecki polityk
  - Michael Kandel, amerykański slawista
  - Ana Maria Machado, brazylijska autorka książek dla dzieci, tłumaczka
  - Jerzy Strzelczyk, polski historyk
  - Andrzej Suski, polski duchowny katolicki
- 25 grudnia:
  - Ronnie Cuber, amerykański saksofonista jazzowy (zm. 2022)
  - Guido Reybrouck, belgijski kolarz szosowy
- 26 grudnia:
  - Zbigniew Kwieciński, polski pedagog i socjolog wychowania (zm. 2024)
  - Mike Ryan, nowozelandzki lekkoatleta
- 27 grudnia:
  - Adam Kaczor, polski lekkoatleta, sprinter, trener
  - Michael Pinder, angielski muzyk (zm. 2024)
- 28 grudnia – Teruo Higa, japoński biolog
- 29 grudnia:
  - Daphne Arden, brytyjska lekkoatletka, sprinterka
  - Tarita Teriipia, francuska aktorka pochodzenia polinezyjskiego
  - Ray Thomas, brytyjski muzyk, kompozytor, wokalista, członek zespołu The Moody Blues (zm. 2018)
  - Jerzy Troska, polski duchowny katolicki, teolog, profesor nauk teologicznych (zm. 2023)
- 31 grudnia:
  - Janusz Karol Barański, prawnik, księgarz, animator kultury w Łodzi, właściciel księgarni „Nike” w Łodzi
  - Sean S. Cunningham, amerykański reżyser
  - Helena Kowalik-Ciemińska, polska dziennikarka i pisarka
  - Alex Ferguson, trener piłkarski i były szkocki piłkarz
  - Sarah Miles, brytyjska aktorka
  - Rihards Pīks, łotewski polityk
  - Alejo Zavala Castro, meksykański duchowny katolicki, biskup Chilpancingo-Chilapa
- Data dzienna nieznana
  - Teresa Dutkiewicz, działaczka polskiej mniejszości narodowej na Ukrainie i dziennikarka (zm. 2022)
  - Helena Kowalik-Ciemińska, polska dziennikarka i pisarka
  - Anna Kuligowska-Korzeniewska, polska historyk teatru
  - Henryk Stańczyk, polski historyk
  - Andrzej Turowski, polski historyk
  - Esther Wojcicki, amerykańska dziennikarka i nauczycielka

## Zmarli
- 4 stycznia – Henri Bergson, francuski pisarz i filozof, laureat Nagrody Nobla (ur. 1859)
- 8 stycznia – Robert Baden-Powell, założyciel skautingu (ur. 1857)
- 9 stycznia – Ragnar Vik, norweski żeglarz, medalista olimpijski (ur. 1893)
- 11 stycznia – Emanuel Lasker, niemiecki szachista pochodzenia żydowskiego, mistrz świata w szachach (ur. 1868)
- 13 stycznia – James Joyce, irlandzki pisarz (ur. 1882)
- 16 stycznia – Piotr Seip, polski przedsiębiorca, złotnik, brązownik (ur. 1859)
- 18 stycznia – Wim Schouten, holenderski żeglarz, olimpijczyk (ur. 1878)
- 27 stycznia – Walter Drake, nowozelandzki rugbysta (ur. 1879)
- 29 stycznia – Amédée Thubé, francuski żeglarz, medalista olimpijski (ur. 1884)
- 4 lutego – Nils Persson, szwedzki żeglarz, medalista olimpijski (ur. 1879)
- 5 lutego – Otto Strandman, estoński premier i naczelnik państwa (ur. 1875)
- 15 lutego – Pawieł Błonski, rosyjski pedagog i psycholog (ur. 1884)
- 21 lutego – Frederick Banting, fizjolog kanadyjski, odkrywca insuliny, noblista (ur. 1891)
- 24 lutego – Emil Zegadłowicz, polski pisarz (ur. 1888)
- 28 lutego:
  - Alfons XIII, król Hiszpanii (ur. 1886)
  - Ludwik Tunkel, śląski duchowny katolicki, działacz społeczny (ur. 1862)
- 4 marca – Bruno Stanisław Gruszka, polski polityk, poseł na Sejm (ur. 1881)
- 7 marca:
  - Julian Karol Sym, polski, austriacki i niemiecki aktor, jeden z najbardziej znanych polskich kolaborantów III Rzeszy (ur. 1896)
  - Teodor Wykrętowicz, powstaniec styczniowy (ur. 1845)
- 19 marca – Emil Hagström, szwedzki żeglarz, olimpijczyk (ur. 1883)
- 23 marca – Tadeusz Tański, polski konstruktor samochodowy, inżynier mechanik, wynalazca (ur. 1892)
- 28 marca – Virginia Woolf, angielska pisarka (ur. 1882)
- 31 marca – Witold Wilkosz, polski matematyk, fizyk, filozof i popularyzator nauki, przedstawiciel krakowskiej szkoły matematycznej (ur. 1891)
- 6 kwietnia – Henry Burr, kanadyjski tenor (ur. 1882)
- 8 kwietnia – Mariusz Zaruski, pionier polskiego żeglarstwa, generał brygady, taternik, narciarz, twórca TOPR (ur. 1867)
- 12 kwietnia – Zdzisław Henneberg, polski pilot myśliwski (ur. 1911)
- 13 kwietnia:
  - Annie Jump Cannon, amerykańska astronom (ur. 1863)
  - Stanisław Kostka Starowieyski, polski działacz społeczny, męczennik, błogosławiony katolicki (ur. 1895)
- 15 kwietnia – Lucjan Kaulek, francuski inżynier, który przyczynił się do uznania przez Francję w 1918 rządu niepodległej Polski (ur. 1879)
- 20 kwietnia – Aleksander Brzosko, podporucznik piechoty Wojska Polskiego, kawaler Orderu Virtuti Militari (ur. 1899)
- 28 kwietnia – Józef Cebula, polski oblat, męczennik, błogosławiony katolicki (ur. 1902)
- 2 maja – Bolesław Strzelecki, polski duchowny katolicki, męczennik, błogosławiony (ur. 1896)
- 4 maja – Chris McKivat, australijski rugbysta, medalista olimpijski (ur. 1882)
- 8 maja:
  - Antonin Bajewski, polski franciszkanin, męczennik, błogosławiony katolicki (ur. 1915)
  - Aleksandra Hutten-Czapska, polska prozaiczka (ur. 1853)
- 9 maja – Stefan Grelewski, polski duchowny katolicki, męczennik, błogosławiony (ur. 1898)
- 16 maja – Zygmunt Wenda, polski pułkownik, polityk, wicemarszałek Sejmu (ur. 1896)
- 18 maja – Werner Sombart, niemiecki socjolog i ekonomista (ur. 1863)
- 28 maja – Antoni Julian Nowowiejski, biskup płocki, męczennik, błogosławiony katolicki (ur. 1858)
- 4 czerwca – Wilhelm II Hohenzollern, ostatni cesarz Niemiec (ur. 1859)
- 6 czerwca – Louis Chevrolet, amerykański konstruktor samochodów (ur. 1878)
- 10 czerwca – Ludwik Krzywicki, polski socjolog, ekonomista, działacz społeczno-polityczny (ur. 1859)
- 12 czerwca
  - Witold Hulewicz, polski poeta, krytyk literacki, tłumacz i wydawca (ur. 1895)
  - Eugeniusz Pepłowski, polski oficer, kawaler Virtuti Militari (ur. 1897)
- po 22 czerwca – Iwan Czmoła, ukraiński działacz społeczny i wojskowy (ur. 1892)
- 23 czerwca – Nándor Filarszky, węgierski botanik (ur. 1858)
- 26 czerwca:
  - Andrzej Iszczak, duchowny greckokatolicki, męczennik, błogosławiony (ur. 1887)
  - Mykoła Konrad, duchowny greckokatolicki, męczennik, błogosławiony katolicki (ur. 1876)
  - Wołodymyr Pryjma, greckokatolicki kantor, męczennik, błogosławiony katolicki (ur. 1906)
- 29 czerwca:
  - Ignacy Jan Paderewski, polski pianista i polityk (ur. 1860)
  - Jakym Seńkiwski, bazylianin, męczennik, błogosławiony katolicki (ur. 1896)
- 30 czerwca:
  - Zenobiusz Kowalik, redemptorysta, duchowny kościoła katolickiego obrządku bizantyjsko-ukraińskiego, błogosławiony katolicki (ur. 1903)
  - Eugeniusz Kulesza, polski marianin, męczennik, sługa Boży (ur. 1891)
- koniec czerwca – Sewerian Baranyk, duchowny greckokatolicki, bazylianin, męczennik, błogosławiony katolicki (ur. 1889)
- 1 lipca – Jerzy Hulewicz, polski pisarz, teoretyk sztuki, grafik i malarz (ur. 1886)
- 4 lipca:
  - kilkudziesięcioosobowa grupa polskich profesorów i członków ich rodzin rozstrzelanych przez hitlerowców we Lwowie, w tym:
    - Antoni Łomnicki, polski matematyk, doktor filozofii, współtwórca lwowskiej szkoły matematycznej (ur. 1881)
    - Tadeusz Boy-Żeleński, polski pisarz (ur. 1874)
    - Tadeusz Ostrowski, polski lekarz, chirurg, taternik (ur. 1881)
    - Włodzimierz Stożek, polski matematyk, przedstawiciel lwowskiej szkoły matematycznej (ur. 1883)
    - Kazimierz Vetulani, polski inżynier, teoretyk budownictwa (ur. 1889)
    - Kasper Weigel, polski geodeta, profesor i rektor Politechniki Lwowskiej (ur. 1880)
- 7 lipca – Stanisław Motyka, polski narciarz, taternik, olimpijczyk (ur. 1906)
- 8 lipca – Mojżesz Schorr, rabin Wielkiej Synagogi w Warszawie, prawnik, historyk i orientalista, senator II RP (ur. 1874)
- 11 lipca:
  - Arthur Evans, brytyjski archeolog, odkrywca pałacu w Knossos (ur. 1851)
  - Jerzy Kahané, polski duchowny luterański na Górnym Śląsku i Pomorzu, redaktor prasy kościelnej (ur. 1901)
- 12 lipca – Stanisław Ruziewicz, polski matematyk, przedstawiciel lwowskiej szkoły matematycznej (ur. 1889)
- 21 lipca – Bohdan Łepkyj (ukr. Богдан Лепкий), ukraiński prozaik, poeta i literaturoznawca (ur. 1872)
- 23 lipca – Alfred Teggin, angielski rugbysta i krykiecista (ur. 1860)
- 25 lipca – Maria Teresa od Dzieciątka Jezus (Mieczysława Kowalska), polska klaryska kapucynka, męczennica, błogosławiona katolicka (ur. 1902)
- 26 lipca:
  - Kazimierz Bartel, polski polityk, profesor, matematyk (ur. 1882)
  - Henri Lebesgue, francuski matematyk (ur. 1875)
- 6 sierpnia – Norbert Barlicki, działacz PPS-u (ur. 1880)
- 7 sierpnia – Rabindranath Tagore, indyjski poeta, prozaik, filozof, kompozytor, malarz i pedagog, laureat Nagrody Nobla (ur. 1861)
- 17 sierpnia – Walerian Śliwiński, starszy przodownik Policji Państwowej (ur. 1897)
- 21 sierpnia – Bolesław Barbacki, polski malarz (ur. 1891)
- 14 sierpnia:
  - Stanisław Głąbiński, polski prawnik, polityk i publicysta (ur. 1862)
  - Maksymilian Maria Kolbe właściwie Rajmund Kolbe, franciszkanin, redaktor „Rycerza Niepokalanej” i „Małego Dziennika”, misjonarz w Japonii, więzień obozu koncentracyjnego Auschwitz (ur. 1894)
- 31 sierpnia – Marina Cwietajewa (ros. Марина Ивановна Цветаева), rosyjska pisarka, poetka (ur. 1892)
- 1 września – Bolesław Miklaszewski, polski chemik, ekonomista i polityk (ur. 1871)
- 2 września – Maria Fabianowska, weteranka powstania styczniowego (ur. 1840)
- 12 września – Helena Marusarzówna, mistrzyni sportów narciarskich, kurier tatrzański, żołnierz ZWZ-AK (ur. 1918)
- 12 października – Józef Szarota, kapitan piechoty Wojska Polskiego, odznaczony Krzyżem Niepodległości i trzykrotnie Krzyżem Walecznych (ur. 1896)
- 14 października – Hjalmar Söderberg, szwedzki pisarz (ur. 1869)
- 16 października:
  - Józef Jankowski, polski pallotyn, męczennik, błogosławiony katolicki (ur. 1910)
  - Anicet Kopliński, kapucyn, męczennik, błogosławiony katolicki (ur. 1875)
- 26 października – Arkadij Gajdar (ros. Арка́дий Петро́вич Го́ликов), radziecki pisarz młodzieżowy (ur. 1904)
- 9 listopada – Henryk Hlebowicz, polski duchowny katolicki, męczennik, błogosławiony (ur. 1904)
- 12 listopada – Kost Łewycki (uk. Кость Левицький), premier Zachodnioukraińskiej Republiki Ludowej (ur. 1859)
- 14 listopada – Charles Binet-Sanglé, francuski lekarz wojskowy, psycholog (ur. 1868)
- 15 listopada:
  - Ernst Moltzer, holenderski żeglarz, olimpijczyk (ur. 1910)
  - Feliks Nawrot, żołnierz AK, założyciel organizacji konspiracyjnej „Orzeł Biały” (ur. 1917)
- 18 listopada – Walther Hermann Nernst, niemiecki fizyk, laureat Nagrody Nobla (ur. 1864)
- 30 listopada – Ludwik Gietyngier, polski duchowny katolicki, męczennik, błogosławiony (ur. 1904)
- 2 grudnia:
  - Liduina Meneguzzi, włoska salezjanka, misjonarka, błogosławiona katolicka (ur. 1901)
  - Edward Śmigły-Rydz, marszałek Wódz Naczelny Wojska Polskiego do 1939 roku (ur. 1886)
- 11 grudnia – Kazimierz Sykulski, polski duchowny katolicki, poseł na Sejm Ustawodawczy (1919–1922), męczennik, błogosławiony katolicki (ur. 1882)
- 13 grudnia – Ludwik Pius Bartosik, polski franciszkanin, męczennik, błogosławiony katolicki (ur. 1909)
- 15 grudnia – Drińskie męczennice:
  - Maria Bernadeta Banja, chorwacka zakonnica ze Zgromadzenia Córek Bożej Miłości, męczennica, błogosławiona katolicka (ur. 1912)
  - Maria Kresencja Bojanc, słoweńska zakonnica ze Zgromadzenia Córek Bożej Miłości, męczennica, błogosławiona katolicka (ur. 1885)
  - Maria Antonia Fabjan, słoweńska zakonnica ze Zgromadzenia Córek Bożej Miłości, męczennica, błogosławiona katolicka (ur. 1907)
  - Maria Julia Ivanišević, chorwacka zakonnica ze Zgromadzenia Córek Bożej Miłości, męczennica, błogosławiona katolicka (ur. 1893)
- 18 grudnia – Hastings Lees-Smith, brytyjski polityk (ur. 1878)
- 23 grudnia – Maria Berchmana Leidenix, austriacka zakonnica ze Zgromadzenia Córek Bożej Miłości, męczennica, błogosławiona katolicka (ur. 1865)
- 24 grudnia – Upasani Maharadż, indyjski hinduistyczny mistrz duchowy i święty (ur. 1870)
- 26 grudnia – Sekundyn Pollo, włoski duchowny katolicki, błogosławiony (ur. 1908)
- 29 grudnia – Tullio Levi-Civita, włoski matematyk (ur. 1873)

## Zdarzenia astronomiczne
- 21 września – całkowite zaćmienie Słońca

## Nagrody Nobla
- z powodu wojny Nagród Nobla nie przyznano

## Święta ruchome
- Tłusty czwartek: 20 lutego
- Ostatki: 25 lutego
- Popielec: 26 lutego
- Niedziela Palmowa: 6 kwietnia
- Wielki Czwartek: 10 kwietnia
- Pamiątka śmierci Jezusa Chrystusa: 11 kwietnia
- Wielki Piątek: 11 kwietnia
- Wielka Sobota: 12 kwietnia
- Wielkanoc: 13 kwietnia
- Poniedziałek Wielkanocny: 14 kwietnia
- Wniebowstąpienie Pańskie: 22 maja
- Zesłanie Ducha Świętego: 1 czerwca
- Boże Ciało: 12 czerwca